# Giovanni VI del Portogallo
Giovanni VI di Braganza (in portoghese João VI de Bragança; Lisbona, 13 maggio 1767 – Lisbona, 10 marzo 1826) fu il 27º re del Portogallo (secondo altri storici il 28º) e dell'Algarve dal 1816 al 1826 e, anche se de facto il regno su cui governava cessò di esistere, rimase re de jure dal 1822 al 1825; dopo il riconoscimento dell'indipendenza del Brasile sotto i termini del Trattato di Rio de Janeiro (1825), continuò ad essere indicato come re del Portogallo e dell'Algarve fino alla sua morte nel 1826, conservando il titolo di imperatore titolare del Brasile a vita per sé, mentre suo figlio Pietro I lo divenne de facto e de jure.
Nato a Lisbona nel 1767, figlio di Pietro III del Portogallo e della regina Maria I, fu originariamente un infante del Portogallo, e divenne erede al trono dopo la morte di suo fratello maggiore, Giuseppe, principe del Brasile, deceduto di vaiolo nel 1788.
Prima della sua ascesa al trono portoghese, Giovanni VI aveva i titoli di duca di Braganza e Beja, oltre che principe del Brasile. Dal 1799 rivestì la carica di principe reggente del Portogallo (dal 1815 come principe reggente del Regno Unito di Portogallo, Brasile e Algarve), durante la malattia mentale di sua madre, la regina, alla quale succedette dopo la morte di lei.
Uno degli ultimi rappresentanti dell'assolutismo, Giovanni visse un periodo turbolento; il suo regno non ebbe mai un momento di pace, con continue interferenze di Regno Unito e Francia nei suoi affari di stato. Costretto all'esilio in Sudamerica quando le truppe di Napoleone Bonaparte invasero il Portogallo, si trovò li di fronte alle rivolte liberali e venne costretto a tornare in Europa con nuovi conflitti. Il suo matrimonio non fu meno conflittuale dal momento che sua moglie, Carlotta Gioacchina di Borbone-Spagna, cospirò ripetutamente contro di lui in favore dei suoi interessi personali e di quelli della Spagna, sua terra natia. Perse il dominio sul Brasile quando suo figlio Pietro ne dichiarò l'indipendenza, e l'altro suo figlio Michele (poi Michele I del Portogallo) guidò una ribellione che cercò di deporlo dal trono, al punto che alcuni storici ritengono che la sua morte sia stata dovuta ad un avvelenamento da arsenico.
Nonostante i problemi emersi durante il suo regno, egli colse anche l'occasione per lasciare il segno del suo passaggio, soprattutto in Brasile dove creò delle istituzioni che furono il fondamento dell'autonomia nazionale in seguito,  ed è considerato da molti storici moderni la vera mente pensante del moderno stato brasiliano.

## Biografia

### Infanzia ed educazione

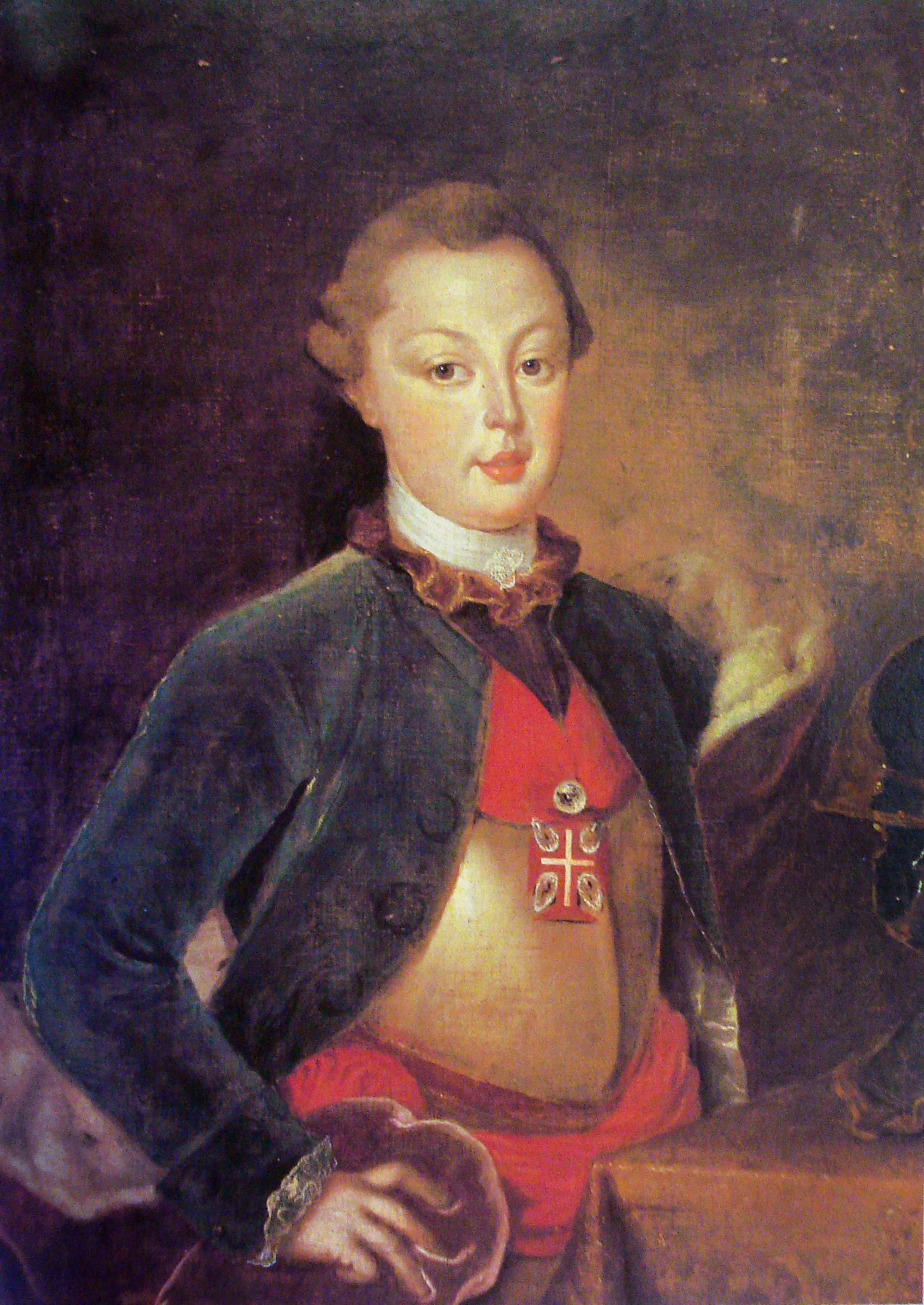
Ritratto dell'Infante Giovanni del Portogallo; circa 1785

João Maria José Francisco Xavier de Paula Luís António Domingos Rafael nacque il 13 maggio 1767, durante il regno di suo nonno Giuseppe I del Portogallo, quale figlio secondogenito della futura regina Maria I e di suo marito (che era anche suo zio), il futuro re Pietro III. All'epoca della nascita di Giovanni, i suoi genitori erano rispettivamente principessa del Brasile e infante del Portogallo. Aveva appena dieci anni quando suo nonno morì e sua madre ascese al trono con il nome di Maria I del Portogallo. La sua infanzia e giovinezza furono tranquille, dal momento che era solo un infante, ovvero un principe della corona e non l'erede al trono, vivendo all'ombra del suo fratello maggiore Giuseppe, principe del Brasile e duca di Braganza, erede al trono dell'impero portoghese. La cultura popolare volle sempre Giovanni in una giovinezza senza cultura, ma secondo Jorge Pedreira e Costa, egli ricevette invece un'educazione rigorosa quanto Giuseppe, anche se il primo periodo della sua vita fu troppo vago perché gli storici possano trarne ad oggi un ritratto definitivo.

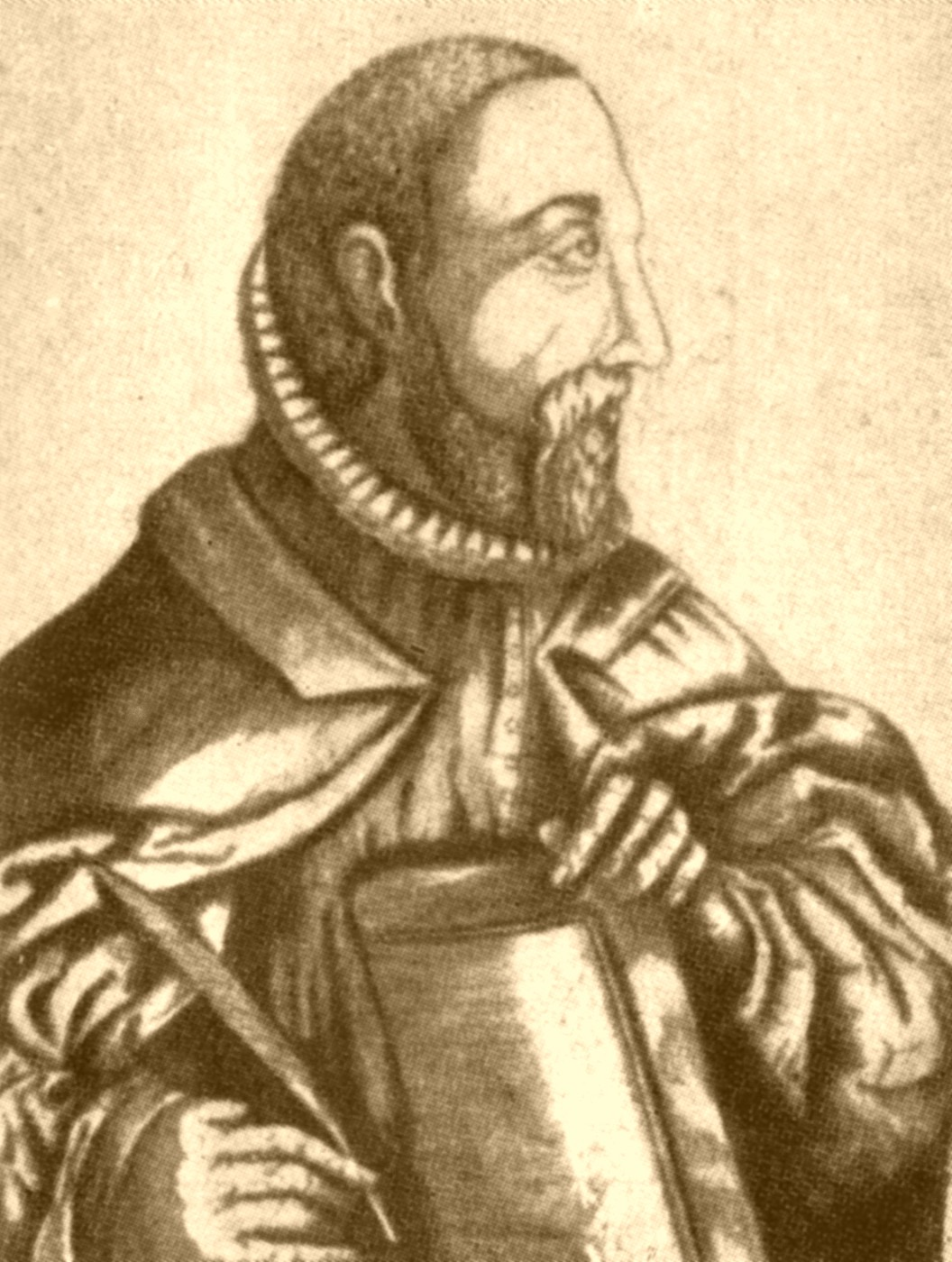
João de Barros, tutore di Giovanni

Secondo la tradizione tra i suoi tutori nelle arti e nelle scienze si annoverarono padre Manuel do Cenáculo, Antônio Domingues do Paço e Miguel Franzini; suoi maestri di musica furono l'organista João Cordeiro da Silva e il compositore João Sousa de Carvalho; il suo insegnante di equitazione fu il sergente Carlos Antônio Ferreira Monte. Studiò anche religione, diritto, francese ed etichetta, oltre a storia che apprese seguendo i lavori di Duarte Nunes de Leão e João de Barros.

### Matrimonio e successione

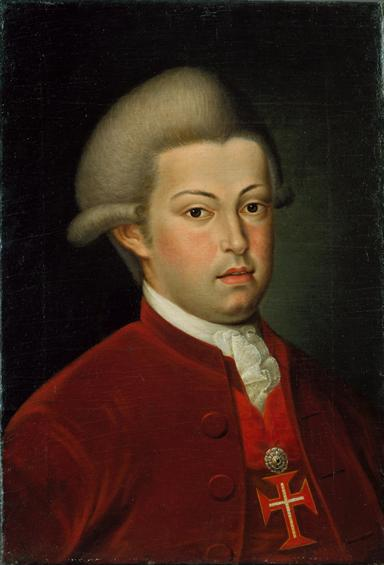
Il principe Giovanni, principe del Brasile, duca di Braganza; Giuseppe Troni, circa 1788.

Nel 1785, Henrique de Meneses, III marchese di Louriçal, combinò il matrimonio tra Giovanni e l'infanta Carlotta Gioacchina di Borbone-Spagna, figlia di re Carlo IV di Spagna e della regina consorte Maria Luisa di Borbone-Parma, che come lui rivestiva un ruolo secondario nella famiglia reale spagnola. Temendo una nuova Unione iberica, molti cortigiani del Portogallo non videro con favore questa unione. La nuova sposa dovette sopportare quattro giorni di attente analisi da parte degli ambasciatori prima che fosse confermato il patto di matrimonio. Dal momento che Giovanni e Carlotta erano imparentati e per via della giovane età della sposa (di appena dieci anni), il matrimonio necessitava di una dispensa papale. Dopo la conferma il contratto di matrimonio venne siglato nella sala del trono della corte spagnola con grande pompa e con la presenza di entrambi i rappresentanti dei governi, a cui fece seguito la cerimonia di matrimonio. Il matrimonio venne consumato cinque anni più tardi, il 5 aprile 1790.

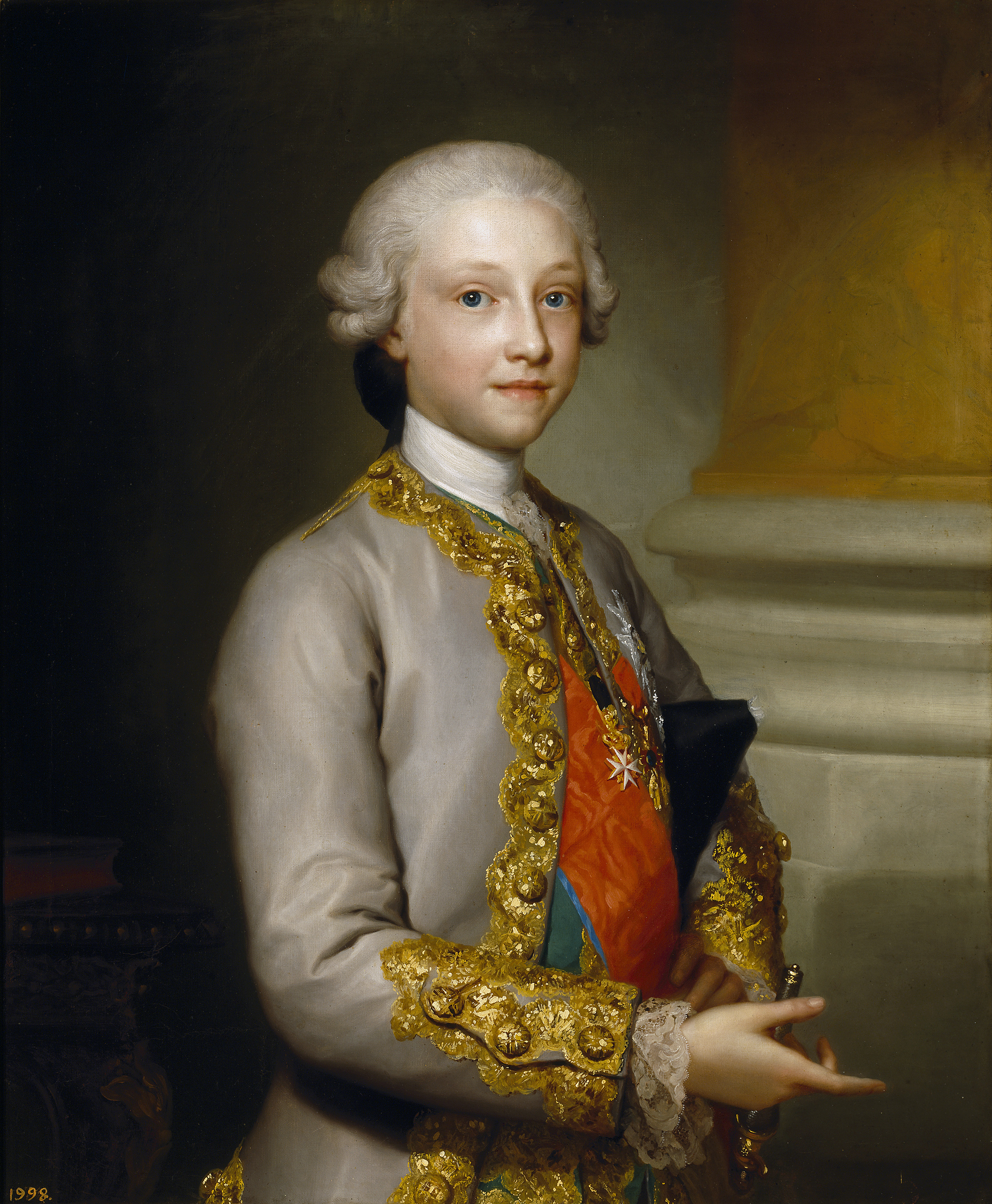
Gabriele di Borbone-Spagna ritratto da Anton Raphael Mengs nel 1767

L'infanta venne ricevuta al Palazzo di Vila Viçosa all'inizio del maggio del 1785, e dal 9 giugno di quell'anno la coppia ricevette la benedizione nuziale nella cappella del palazzo. Nel contempo la sorella di Giovanni, l'infanta Maria Anna Vittoria, si sposò con l'infante Gabriele di Borbone-Spagna. La giovane sposa di Giovanni era tutt'altro che docile e spesso era richiesto l'intervento della stessa regina Maria nelle dispute tra i due. La differenza d'età tra i due (Giovanni aveva diciotto anni) lo fece sentire sempre inadatto e ansioso. Per la giovane età di Carlotta, il matrimonio non era ancora stato consumato e così scriveva Giovanni in quel tempo: "Qui siamo giunti al tempo in cui mi dovrò dare da fare con l'Infanta. Così vanno le cose, da sei anni a questa parte. Sarebbe stato meglio che fosse stata più grande al suo arrivo quaggiù". Nel 1793 Carlotta diede alla luce il primo dei suoi nove figli, Teresa, che ottenne il titolo di principessa di Beira.

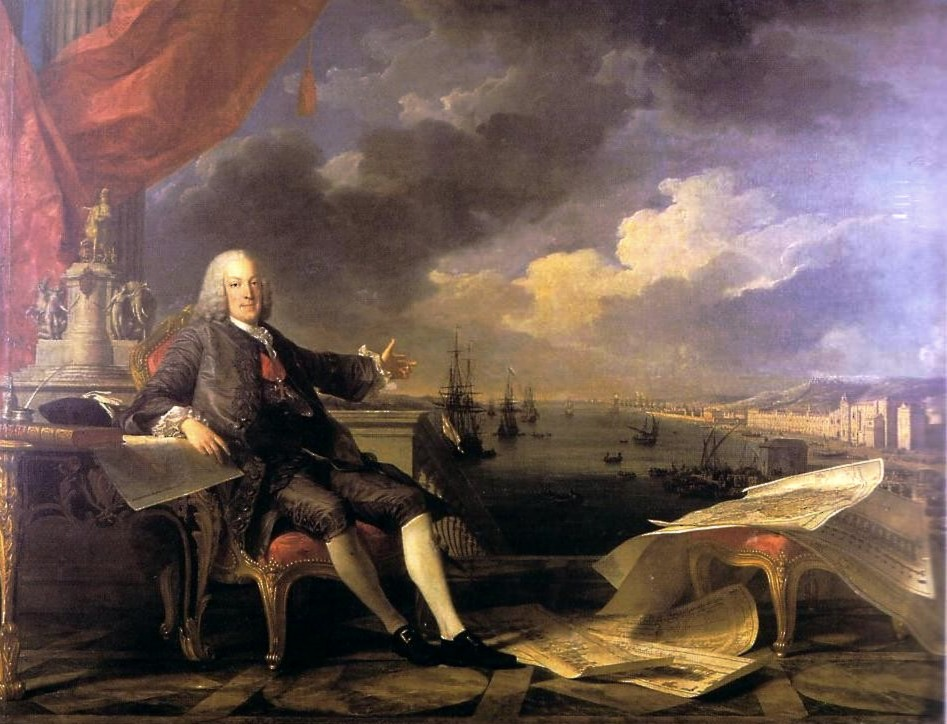
Sebastião José de Carvalho e Melo, Marchese di Pombal, in un ritratto del pittore Louis-Michel van Loo, (1766).

In quegli anni la tranquilla vita di Giovanni era stata interrotta da un evento terribile, la morte l'11 settembre 1788 di suo fratello maggiore Giuseppe, che fece sì che Giovanni fosse decretato erede al trono ottenendo i titoli di principe del Brasile e duca di Braganza. Molti riponevano grandi speranze in Giuseppe, che era associato alle idee progressiste dell'illuminismo, ma che pure si era attirato le ire del clero appoggiando la politica anticlericale del marchese di Pombal.
Giovanni, al contrario, era molto noto per la sua religiosità e per essere un fautore dell'assolutismo. La crisi di successione venne aggravata dalla morte poco dopo di Inácio de São Caetano, arcivescovo di Tessalonica, confessore della regina e potente figura politica del suo tempo che aveva influenzato la controversa scelta dei ministri di Maria non senza incontrare l'opposizione di importanti fidalgos che erano ambiziosi per quegli incarichi. Successivamente, l'anno successivo a queste morti, Giovanni appariva così malato che la sua sopravvivenza era data per incerta. Si riprese, ma nel 1791 cadde nuovamente malato "perdendo sangue dalla bocca e dagli intestini", secondo quando indicato in una nota del cappellano del marchese di Marialva, che aggiunse che il suo animo appariva sempre depresso. Questo contribuì a creare un clima teso e incerto sul suo futuro regno.

### Reggenza

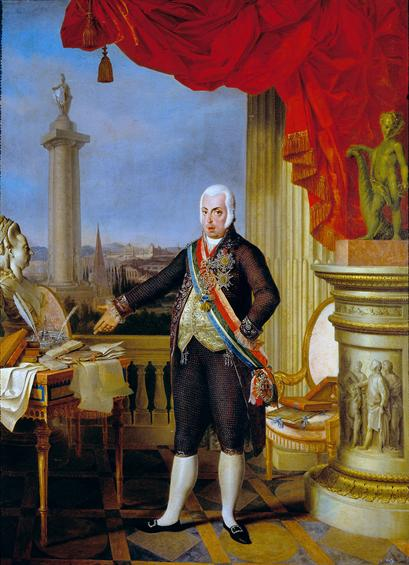
Il principe reggente Giovanni ed un busto della regina Maria I, sua madre; Domingos Sequeira, 1802

Nel frattempo, la regina Maria I, madre di Giovanni, aveva mostrato sempre più dei segni di instabilità mentale. Il 10 febbraio 1792, diciassette dottori siglarono un documento nel quale la regina era dichiara non in grado di governare il regno, indicando che non vi erano prospettive perché si riprendesse. Giovanni era riluttante a prendere le redini del potere, rigettando l'idea di una reggenza formale. Questo fatto spianò la strada ad alcuni elementi della nobiltà che formarono de facto un consiglio di governo. Alcuni pettegolezzi circolanti volevano che lo stesso Giovanni avesse dato segni della medesima pazzia che colpiva la madre, e che gli si sarebbe dovuto impedire di governare. Secondo le leggi che guidavano l'istituzione della reggenza all'epoca, nel caso in cui il reggente morisse in carica o divenisse incapace di governare per qualsiasi motivo, avendo lasciato figli minori di quattordici anni (il che era la situazione di Giovanni all'epoca), il potere sarebbe stato esercitato dalla madre di questi bambini, se non fossero stati nominati formalmente degli specifici tutori. Il fatto che la moglie in questione fosse proprio l'ambiziosa Carlotta Gioacchina di Spagna, questo portò a dei sospetti di intrigo ai danni della nazione.

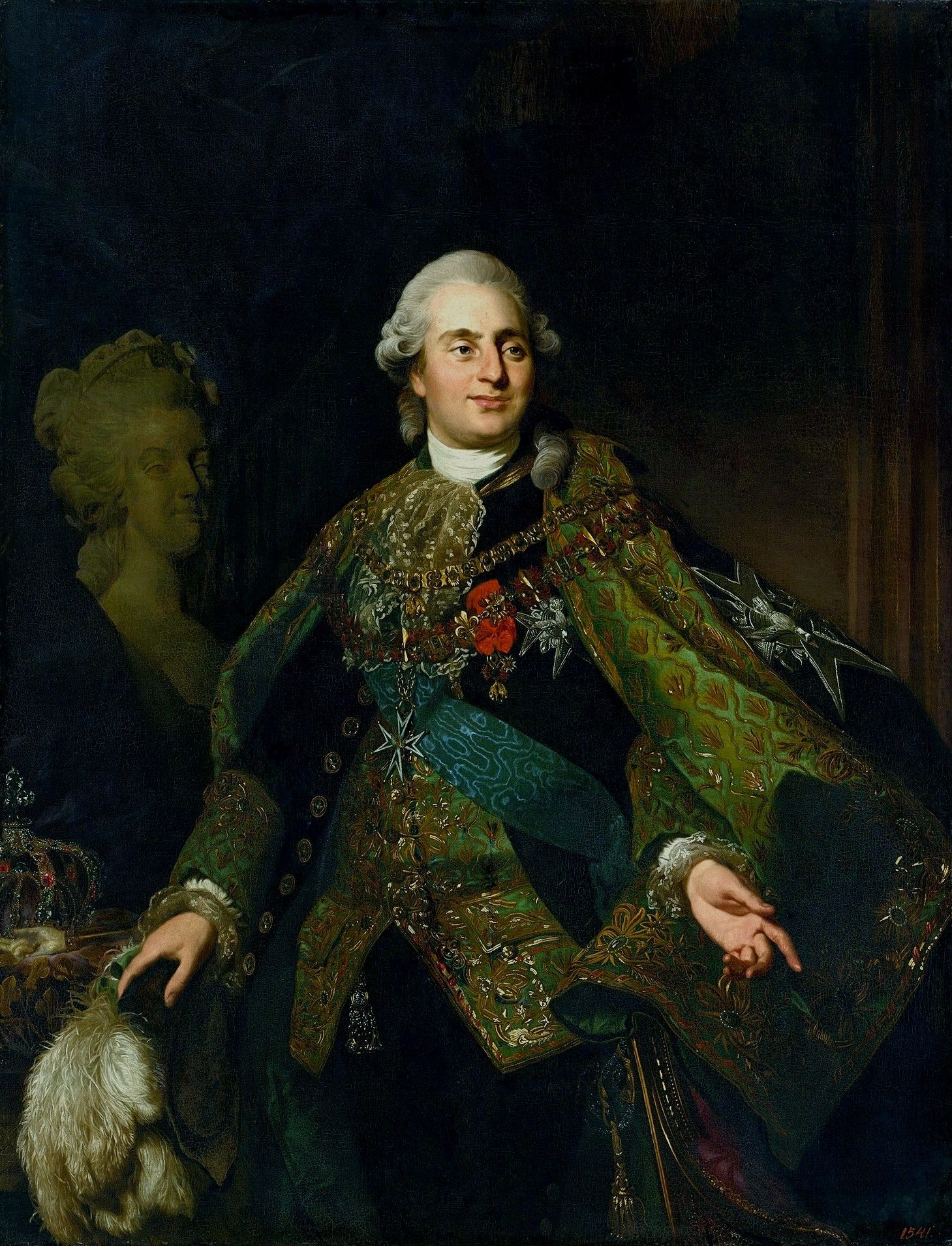
Luigi XVI di Francia

Nel contempo, la Rivoluzione francese aveva creato perplessità e orrore nel cuore delle case regnanti d'Europa. L'esecuzione del re Luigi XVI di Francia il 21 gennaio 1793 a opera dei rivoluzionari fece precipitare la situazione e la risposta internazionale. Il 15 luglio 1793 il Portogallo siglò un trattato con la Spagna ed il 26 settembre si alleò con la Gran Bretagna con intento di aiuto reciproco contro la Francia rivoluzionaria, coinvolgendo inoltre seimila soldati portoghesi nella Guerra dei Pirenei (1793–1795), una campagna che iniziò con l'avanzata nel Rossiglione in Francia e si concluse con in una sconfitta che portò la Francia a conquistare il nord-est della Spagna. Questo creò un problema diplomatico, dal momento che il Portogallo non poteva siglare una pace con la Francia senza danneggiare ovviamente la propria alleanza con l'Inghilterra con la quale aveva anche altri interessi oltreoceano, e questo portò a una neutralità che risultò presto essere fragile e tesa.

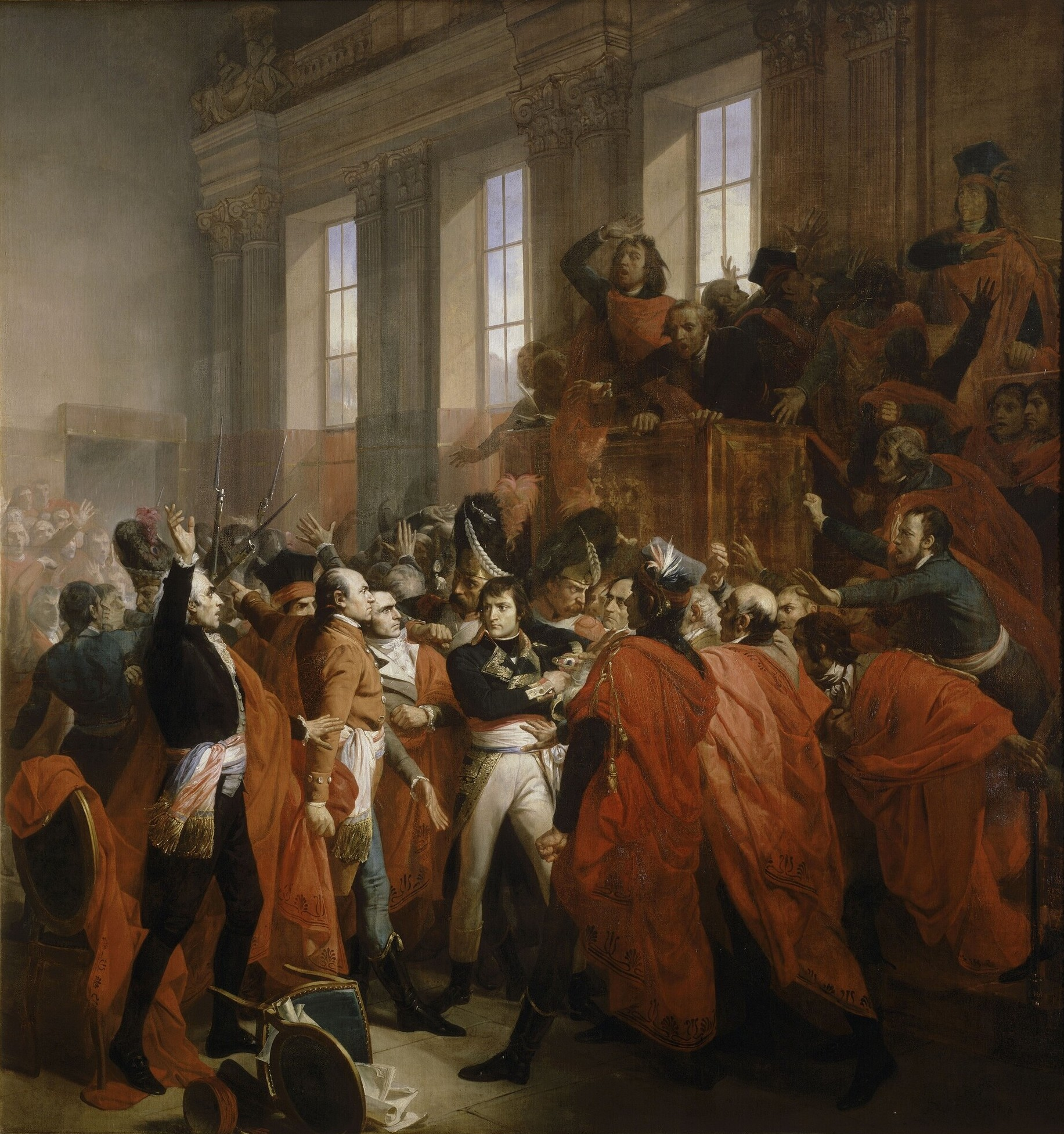
Il generale Bonaparte al Consiglio dei Cinquecento, a Saint Cloud. 10 novembre 1799 di François Bouchot, Versailles

Dopo la sconfitta, la Spagna abbandonò la sua alleanza con il Portogallo e si alleò con la Francia sotto i termini della Pace di Basilea. La Gran Bretagna era troppo potente perché la Francia la attaccasse direttamente, e per questo essa si diresse verso il Portogallo. Nel 1799 Giovanni ufficialmente assunse le redini del governo come principe reggente in nome di sua madre; ed in quello stesso anno Napoleone Bonaparte mise in atto in Francia il colpo di Stato del 18 brumaio, il che costrinse la Spagna ad appoggiare il suo ultimatum per il Portogallo a rompere l'alleanza con la Gran Bretagna ed a sottomettersi alla volontà di Napoleone. Con il rifiuto di Giovanni, la neutralità si spezzò. Spagna e Francia alleate invasero nel 1801 i confini del Portogallo, dando vita alla Guerra delle arance; un Portogallo ormai sconfitto siglò il Trattato di Badajoz ed il successivo Trattato di Madrid, sotto i termini del quale cedette alcuni territori alla Spagna, in particolare Olivenza, e fece concessioni alla Francia su certi territori coloniali. Con interessi in conflitto tra tutti i paesi coinvolti, la guerra fu marcata da movimenti ambigui e accordi segreti. Il Portogallo, come giocatore debole, non poteva sopportare continui scontri. Nel contempo Giovanni dovette affrontare i nemici anche in casa. Sua moglie, Carlotta Gioacchina, leale agli interessi spagnoli, iniziò una serie di intrighi con l'obbiettivo di deporre suo marito e prendere per sé il potere; un tentativo fallito nel 1805 le costò l'esilio dalla corte, dopo il quale risiedette al Palazzo Nazionale di Queluz, mentre il reggente prese residenza al Palazzo Nazionale di Mafra.

### Esilio in Brasile

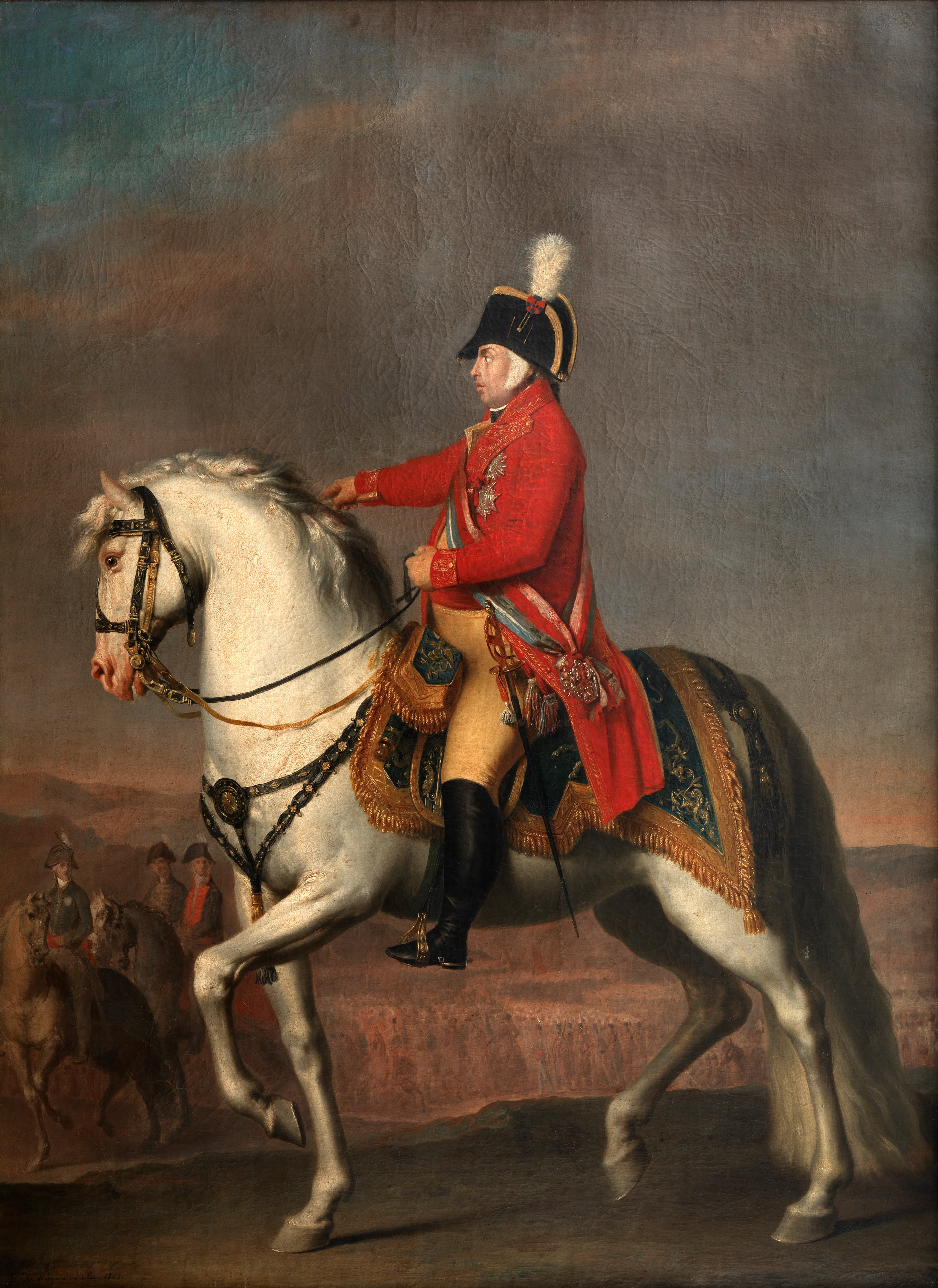
Il principe reggente passa in rassegna le sue truppe ad Azambuja; Domingos Sequeira, 1803.

Il principe reggente giocò tutte le sue carte a quel punto, fingendo sino all'ultimo una sorta di sottomissione alla Francia, al punto di suggerire a Giorgio III del Regno Unito di dichiarare una guerra fittizia al suo paese, ma non obbedì ai diktat del Blocco continentale di Napoleone (un blocco commerciale organizzato contro la Gran Bretagna). Un nuovo trattato segreto con gli inglesi gli garantì infatti aiuto in caso di un'eventuale dipartita della famiglia reale verso il Brasile. L'accordo era largamente a favore degli inglesi ma preservava da certe deposizioni e governi legittimi che potevano fiorire nel frattempo, pur concedendo al Regno Unito di trarre grandi profitti dal commercio con l'impero intercontinentale portoghese. A ottobre del 1807 giunsero notizie che un esercito francese si stava avvicinando e che il 16 novembre di quello stesso anno uno squadrone inglese sarebbe giunto al porto di Lisbona con una forza di 7 000 uomini, con l'ordine di scortare eventualmente la famiglia reale in Brasile, o se il governo si fosse arreso spontaneamente alla Francia, di attaccare e conquistare la capitale portoghese. La corte si divise a questo punto tra francofili ed anglofili e dopo avere valutato le pressioni che gli giungevano da ambo le parti, Giovanni decise di accettare la protezione britannica e di partire alla volta del Brasile.

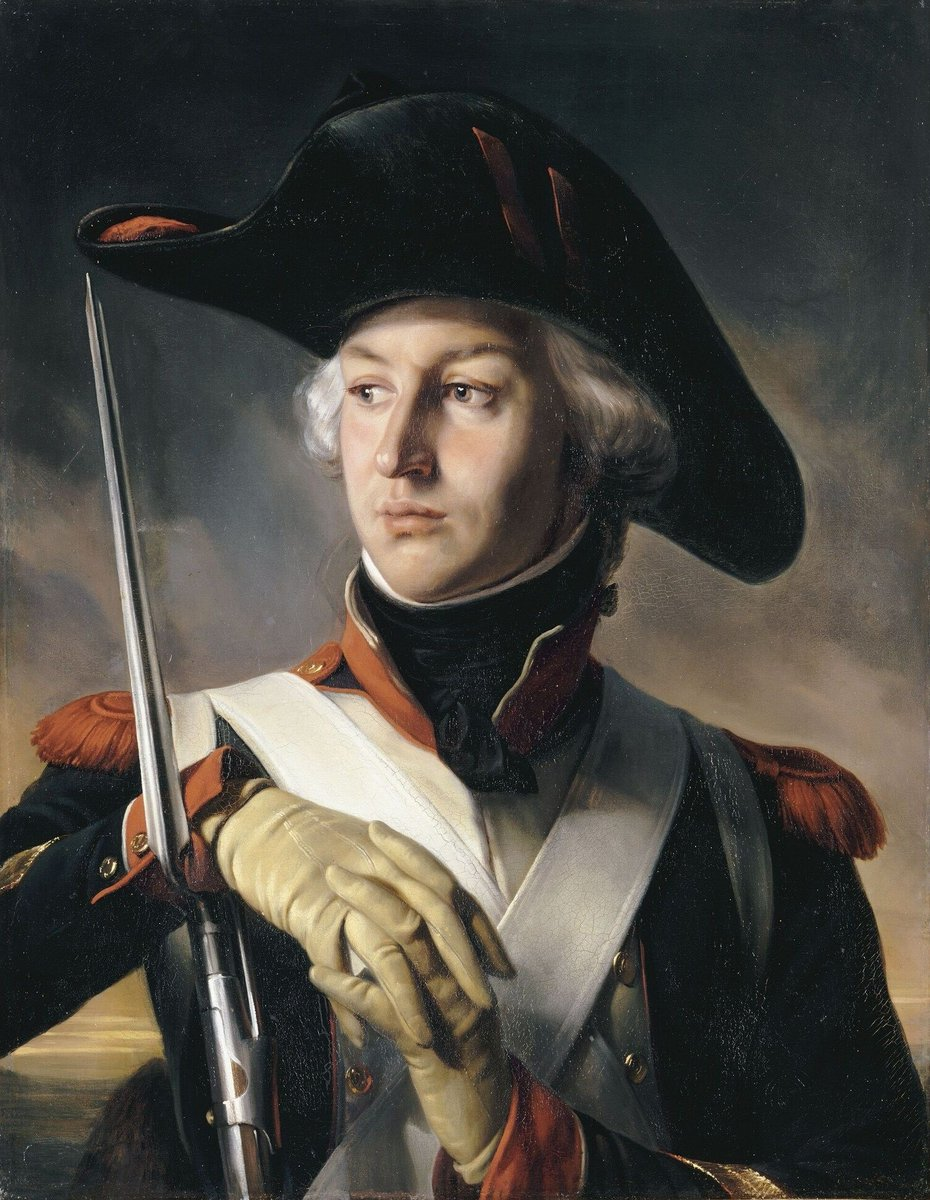
Il generale Jean-Andoche Junot in un ritratto di Henri Félix Emmanuel Philippoteaux.

L'esercito invasore guidato da Jean-Andoche Junot avanzò con qualche difficoltà, giungendo alle porte di Lisbona il 30 novembre 1807. A quel tempo, il principe reggente accompagnato dall'intera famiglia reale e da un grande stuolo di nobili, funzionari di stato e servitori, con una gran varietà di bagagli e la grande collezione reale di oggetti d'arte e libri già imbarcati, lasciò il governo sotto reggenza e raccomandò all'esercito di non attaccare l'invasore. Questa dura partenza, durante una tempesta che rese impraticabili anche molte vie di terra, causò dei disturbi a Lisbona e lasciò attonita la popolazione che non poté credere che il loro principe li avesse abbandonati. Secondo il resoconto di José Acúrsio das Neves, la partenza fu piena di emozioni da parte del principe reggente:

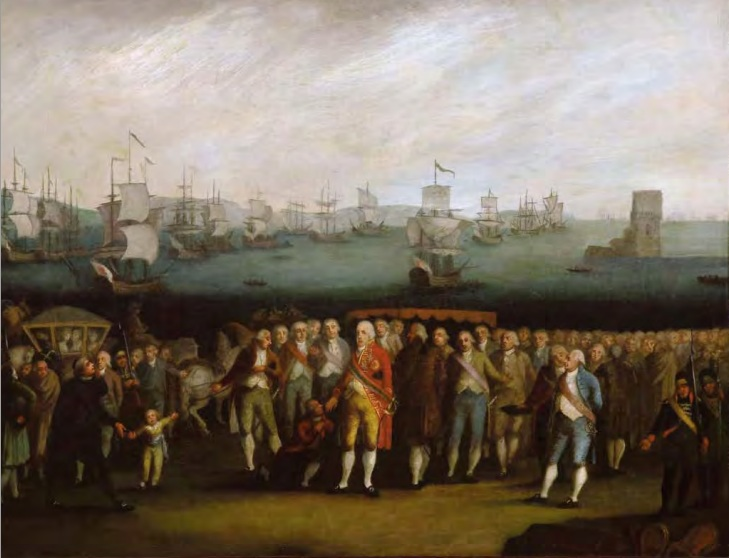
L'imbarco di Giovanni VI e della famiglia reale; 1810.

Per spiegarsi al popolo, Giovanni ordinò che fossero posti dei proclami cartacei sui muri delle strade delle principali città dove si indicasse che la sua partenza fosse irrinunciabile, benché avesse fatto tutti gli sforzi per assicurare l'integrità e la pace del regno. I proclami invitavano tutti alla calma, ordinavano di non resistere agli invasori, così che non sarebbe stato versato altro sangue invano. Per la fretta della partenza, il principe reggente Giovanni, la regina Maria e il principe Pietro (poi Pietro I del Brasile e Pietro IV del Portogallo) e l'infante Michele (poi Michele I del Portogallo) si imbarcarono tutti su una sola imbarcazione. Questa fu una decisione imprudente dato il pericolo della traversata transatlantica a quell'epoca, mettendo a rischio la stessa successione al trono in caso di naufragio. Carlotta Gioacchina e le infante erano su altre due navi. Il numero di persone che si imbarcarono per questo viaggio rimane ad oggi controverso: secondo fonti d'epoca 30 000 furono gli emigranti; mentre stime più recenti attestano attorno alle 5 000 persone che era la capacità massima di uno squadrone di quindici navi, oltre alla ciurma. Le navi erano sovraffollate. Molte famiglie vennero separate e persino degli alti ufficiali non riuscirono a imbarcarsi e dovettero essere lasciati a terra. Il viaggio non fu certo dei più tranquilli: molte navi erano in condizioni precarie e il sovraffollamento creò situazioni umilianti alla nobiltà, con la maggior parte dei signori costretti a dormire all'aperto, sui ponti di poppa. Le condizioni igieniche erano pessime e si scatenarono alcune epidemie e la presenza di pidocchi. I rifornimenti erano scarsi e questo portò al razionamento del cibo. Comunque la flottiglia incontrò due tempeste e fu sul punto di disperdersi presso Madeira. A metà del viaggio, il principe Giovanni cambiò i suoi piani e decise di far rotta verso Salvador dell'odierno stato di Bahia, probabilmente per il piacere di nominarla prima capitale della colonia, evitando Rio de Janeiro.

### Trasformazione coloniale

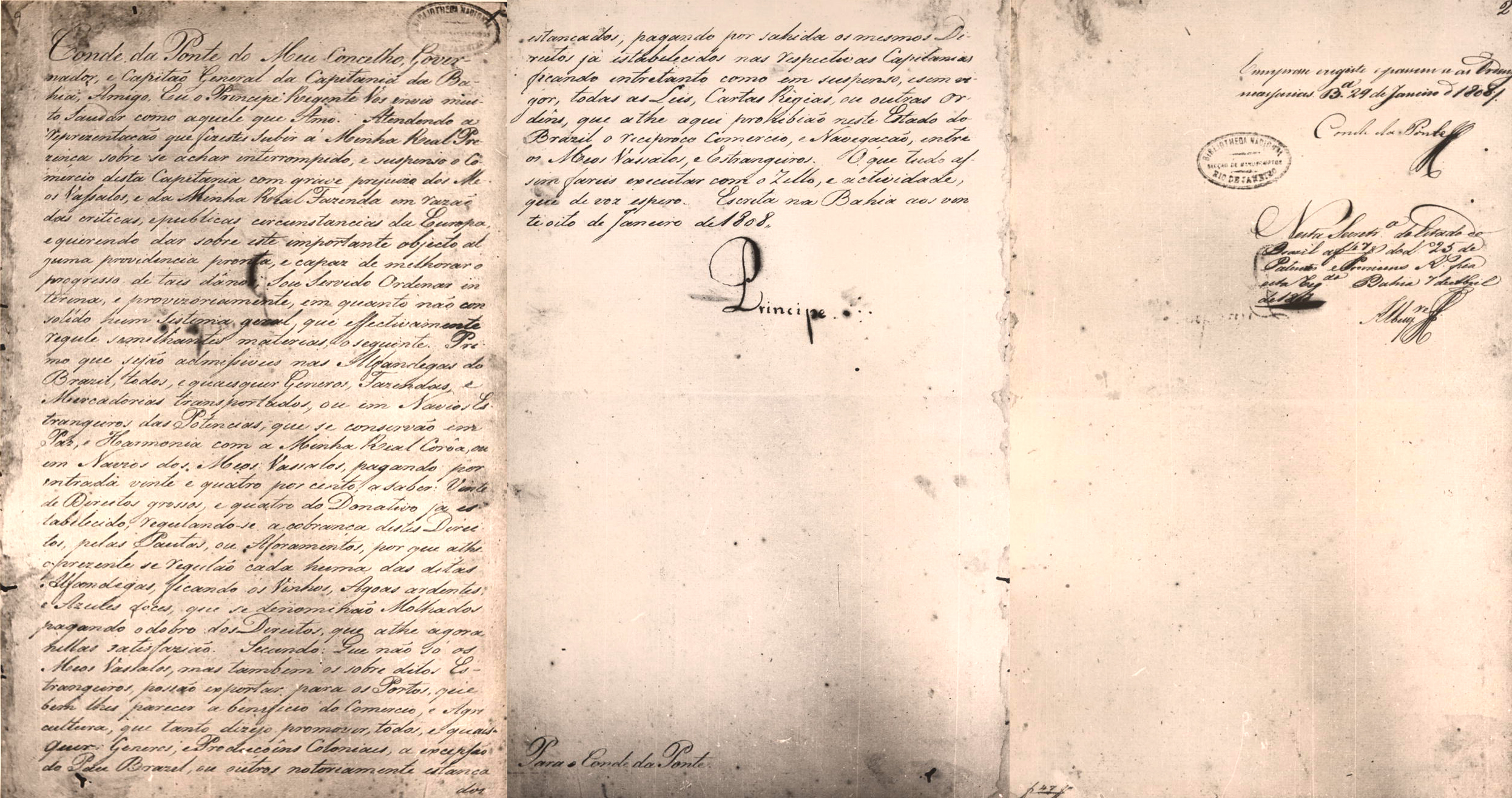
Decreto dell'apertura dei porti, Biblioteca Nazionale del Brasile.

Il 22 gennaio 1808, la nave del principe reggente ed altre due giunsero alla Baía de Todos-os-Santos, in Brasile. Le strade di Salvador erano deserte perché il governatore locale, il conte di Ponte, aveva preferito attendere gli ordini del principe prima di permettere alla popolazione di riceverlo. Comunque, per permettere alla nobiltà di ricomporsi a proprio agio dopo il viaggio, lo sbarco venne posticipato al giorno successivo, dove venne predisposta anche una processione e il canto di un Te Deum nella cattedrale locale. Nei giorni successivi il principe ricevette tutti i doni e la cerimonia del beija-mão (il bacio della mano del monarca). Tra le concessioni fatte in quei giorni un decreto creò dei lettori di economia e delle scuole di chirurgia in Brasile, ma la decisione più accorta per il periodo fu il decreto per l'apertura dei porti alle nazioni amiche (Decreto de Abertura dos Portos às Nações Amigas), una misura di vasta importanza economica e politica e la prima grande riforma che rimise in piedi le condizioni della colonia. Naturalmente, la Gran Bretagna, la cui economia dipendeva in gran parte dal commercio marittimo, era colei dalla quale portoghesi e brasiliani si aspettavano un protettorato e che era la principale beneficiaria dei nuovi provvedimenti con specifici privilegi.

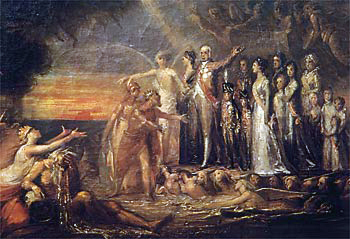
Allegoria dell'arrivo del principe Giovanni in Brasile

Salvador trascorse un mese tra commemorazioni alla presenza della corte, tentando di sedurre anche il principe a proclamare Salvador la nuova capitale del regno, offrendogli la possibilità di costruire palazzi lussuosi per la famiglia reale, ma Giovanni preferì declinare l'offerta e continuare il suo viaggio, avendo già deciso di creare la nuova capitale a Rio de Janeiro. La sua nave entrò nella Baia di Guanabara il 7 marzo di quell'anno, incontrando le infante e altri membri del suo entourage le cui nave erano già arrivate. Il giorno 8 marzo, infine, sbarcò l'intera corte in una città adornata a riceverli con nove giorni di celebrazioni ininterrotte. Un noto cronista dell'epoca, padre Perereca, pur sentendo le notizie dell'invasione del Portogallo, intuì il significato vero dell'arrivo ella corte sul suolo brasiliano:
Con una corte, l'apparato essenziale di uno stato sovrano era ormai inevitabile, oltre a una serie di ufficiali civili, religiosi, militari, aristocratici, liberi professionisti, abili artigiani e servitori. Per molti studiosi lo stabilirsi alla corte di Rio fu il nucleo della prima indipendenza del paese. Mentre il Brasile all'epoca rimaneva formalmente e giuridicamente una colonia portoghese, nelle parole di Caio Prado, Jr.

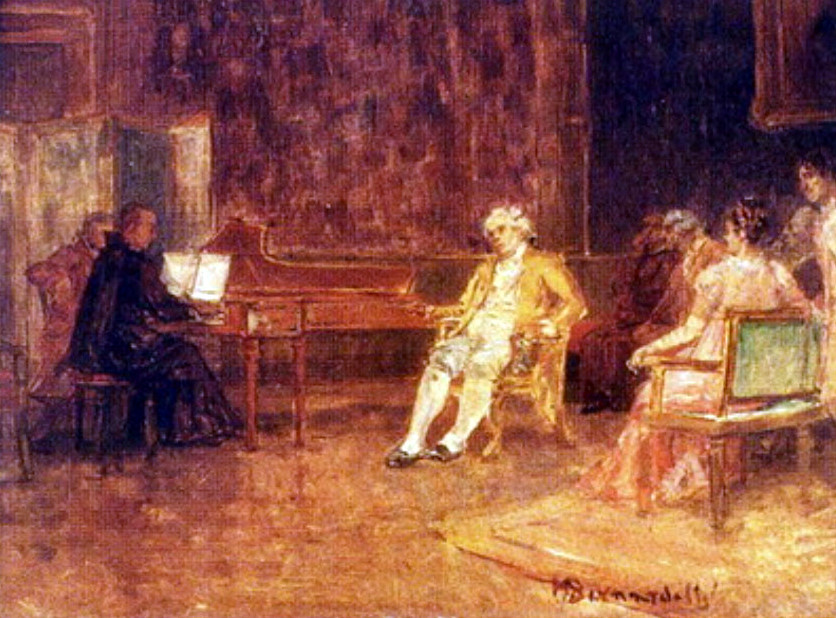
Re Giovanni ascolta padre José Maurício Nunes Garcia, ritratto di Henrique Bernardelli.

Ma in primo luogo appariva necessario dare dei giusti accomodamenti per i nuovi arrivati, un difficile problema da risolvere date le proporzioni ridotte della città di Rio all'epoca. In particolare poche erano le case adatte ai nobili, e men che meno esistevano residenze adatte alla famiglia reale, che venne alloggiata provvisoriamente nel palazzo vicereale, oggi noto con il nome di Paço Imperial (Palazzo Imperiale). Seppur grande, esso era privo dei comfort che si trovavano nei palazzi portoghesi e comunque non era sufficiente ad accogliere tutti, a tal punto che si rese necessario requisire le costruzioni adiacenti come il locale convento dei carmelitani, il municipio e persino la prigione per far spazio a nuovi edifici. Per venire incontro alle necessità dei nobili e per installare gli uffici del nuovo governo, vennero espropriate una serie di edifici privati, con l'espulsione arbitraria dei proprietari, alle volte con scontri violenti. Nonostante gli sforzi del viceré Marcos de Noronha e Brito e di Joaquim José de Azevedo, il reggente continuava a non avere un'adeguata sistemazione. Il mercante Elias Antônio Lopes gli offrì la sua casa di campagna, la Quinta da Boa Vista, una sontuosa villa in un'eccellente posizione che immediatamente venne trovata di gusto dal principe. Rinnovamenti ed espansioni trasformarono questa casa nell'attuale Paço de São Cristóvão ("Palazzo di San Cristoforo"). Carlotta Gioacchina, per parte sua, preferì stabilirsi in una fattoria presso la spiaggia di Botafogo, continuando il suo costume di vivere lontano dal marito.

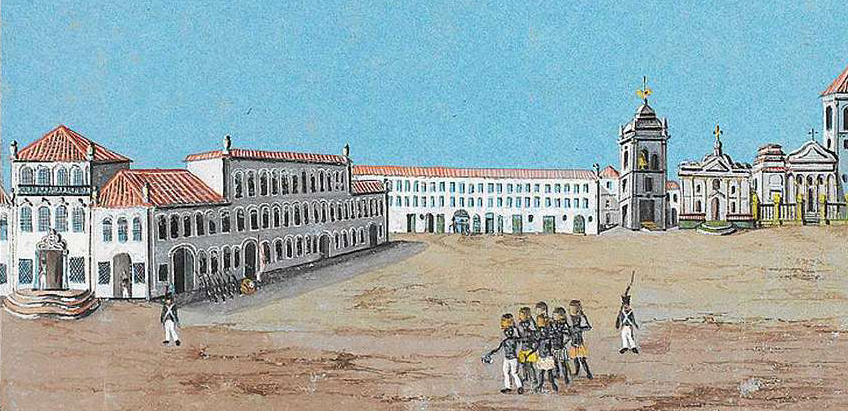
Vista del Largo do Carmo, oggi sito della Praça Quinze de Novembro nel centro di Rio, alcuni anni dopo l'arrivo della corte.

La città, che al tempo contava circa 70 000 abitanti, si vide completamente trasformata. La popolazione arrivata, impose una nuova organizzazione del rifornimento del cibo e dei beni di consumo, pretendendo anche beni di lusso. Ci vollero comunque anni perché i portoghesi potessero comodamente insediarsi a Rio a causa dell'imposizione di nuove tasse e dalla presenza di nuovi cibi che venivano importati su richiesta con costi alti. Questo fatto ben presto spense l'iniziale entusiasmo per l'arrivo del principe reggente e della sua corte. La città iniziò a mutare forma con la costruzione di un numero altissimo di nuove residenze, ville e altre costruzioni, oltre a un gran numero di servizi e infrastrutture. La presenza della corte introdusse nuove etichette, nuove mode e costumi e una nuova stratificazione sociale.
Tra le cerimonie mantenute Giovanni continuò anche in Brasile l'antica cerimonia portoghese del beija-mão, che gradiva particolarmente e che affascinava i brasiliani e che divenne parte del loro folklore. Egli incontrava i propri sudditi ogni giorno ad eccezione del sabato e delle feste comandate. La lunga lista di attesa per porgere omaggio e ricevere favori era un misto di nobili e popolani. Secondo il pittore Henry L'Evêque, "il principe, accompagnato da un segretario di stato, da un ciambellano e da altri ufficiali di corte, riceveva tutte le petizioni che gli venivano presentate; ascoltava attentamente tutte le lamentele e tutte le richieste, consolando gli uni ed incoraggiando gli altri.... La volgarità delle maniere, la familiarità del linguaggio, le insistenze di alcuni, la prolissità di altri, niente lo infastidiva. Sembrava dimenticarsi di essere il loro signore, e si ricordò solo di essere il loro padre." Oliveira Lima scrisse che egli "giammai confuse le fisionomie o le suppliche, e i richiedenti si meravigliavano di quanto bene conoscesse le loro vite, le loro famiglie, persino i piccoli incidenti che erano accaduti loro in passato e che non potevano capacitasi che fossero venuti a conoscenza del re."

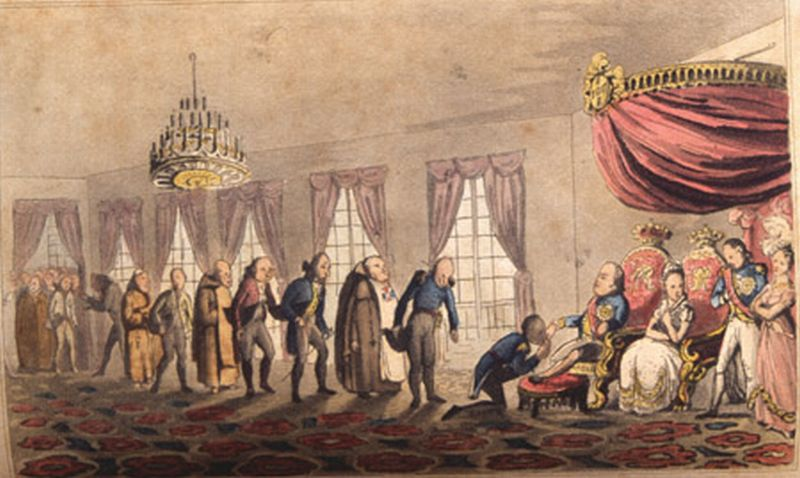
La cerimonia del beija-mão alla corte brasiliana del principe Giovanni, tradizione mantenuta dalla monarchia portoghese.

Durante la sua permanenza in Brasile, Giovanni, che volle accanto a sé il politico brasiliano José da Silva Lisboa, formalizzò la creazione di un gran numero di istituzioni e servizi pubblici e migliorò l'economia, la cultura ed altre aree della vita nazionale: furono istituiti la Biblioteca Nazionale, la Stamperia Regia, il Giardino Botanico, l'Accademia di Belle Arti e il Museo Nazionale e la Cappella Reale. Tutte queste misure vennero prese essenzialmente per motivi pratici dell'amministrazione di un così vasto impero in un territorio essenzialmente privo di risorse, pur permanendo l'idea generale che il Brasile dovesse continuare a rimanere una colonia portoghese, attendendo il ritorno in Europa per restituire tutto alla normalità. Queste fasi gettarono nuove luci sul futuro del Brasile. Nonostante questo si verificarono anche dei fatti bellici e piccole crisi politiche poco dopo l'arrivo della corte in Brasile come l'Invasione di Caienna nella Guyana francese nel 1809, in rappresaglia per l'invasione francese del Portogallo, seri problemi economici e un pericoloso accordo commerciale imposto nel 1810 dagli inglesi che in pratica affossava il piccolo commercio locale a vantaggio delle proprie produzioni su vasta scala. Il debito nazionale si moltiplicò di venti volte e la corruzione era alla base di molte istituzioni, tra cui la prima Banca del Brasile che finì con l'andare presto in bancarotta. Inoltre, la corte era stravagante e mutevole, ed accumulò privilegi su privilegi pur mantenendosi una legione di sicofanti e avventurieri. Il console britannico James Henderson osservò come molti europei erano divenuti grossi quanto il Portogallo. Laurentino Gomes scrisse che Giovanni garantì così tanti titoli nobiliari ereditari più di quanti non ne fossero stati concessi in Brasile nei passati trecento anni di storia della monarchia portoghese, oltre alle circa 5000 decorazioni e insegne di ordini cavallereschi.

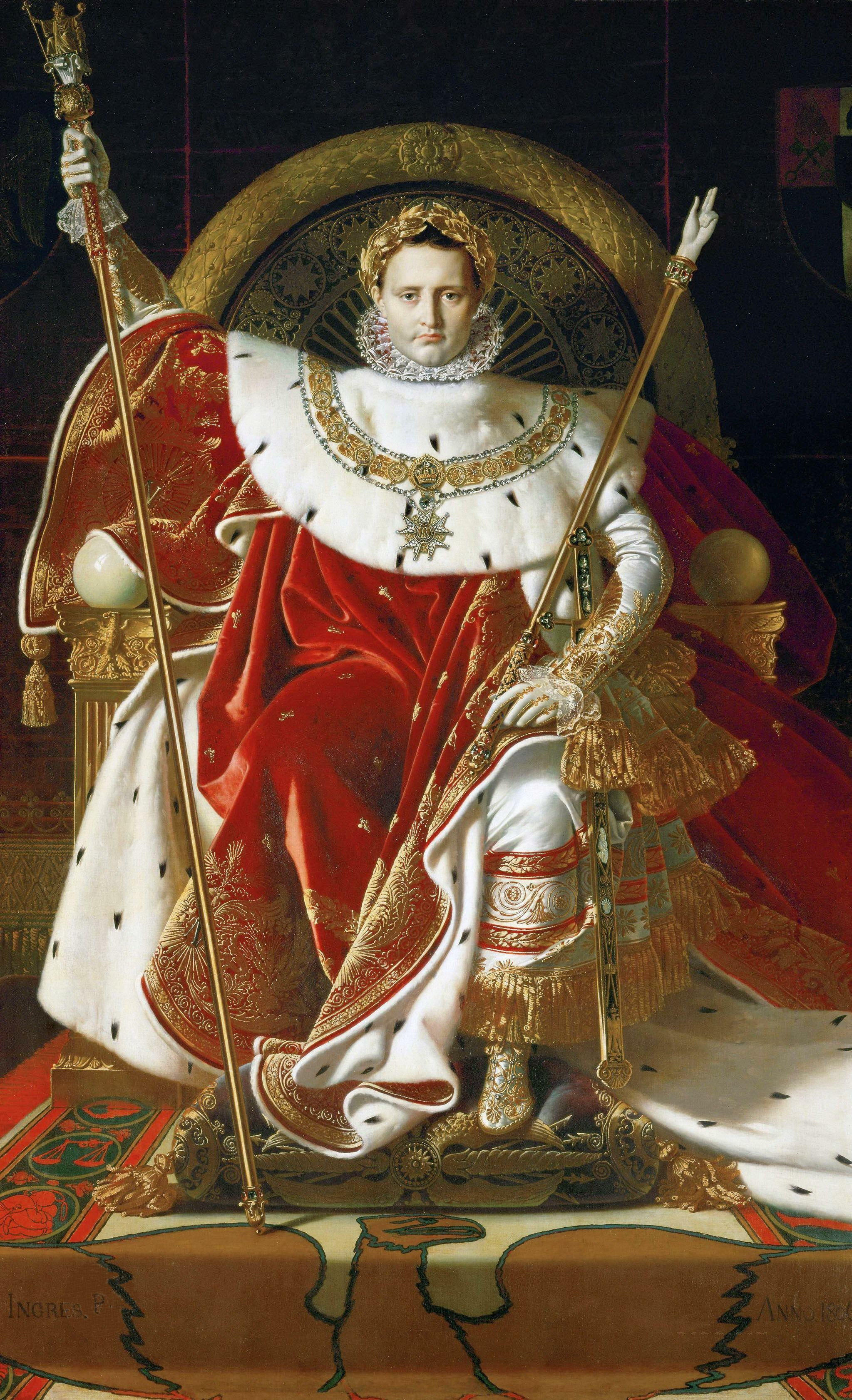
Napoleone Imperatore

Quando Napoleone Bonaparte venne sconfitto, nel 1815, le potenze europee si riunirono nel Congresso di Vienna per riorganizzare la mappa politica del continente. Il Portogallo prese parte a questi negoziati, ma dato che le macchinazioni inglesi si dimostravano contrarie all'interesse della Casa di Braganza, l'ambasciatore portoghese al congresso, il conte di Palmela consigliò al reggente di rimanere in Brasile di modo da consolidare i rapporti tra la metropoli e la colonia, includendo il suggerimento di elevare il Brasile alla condizione di regno unito al Portogallo. I rappresentanti del Regno Unito alla fine conclusero che questa era l'idea migliore e per questo si giunse alla fondazione del Regno Unito di Portogallo, Brasile e Algarves il 16 dicembre 1815, situazione giuridica rapidamente riconosciuta da altre nazioni.

### Ascesa al trono

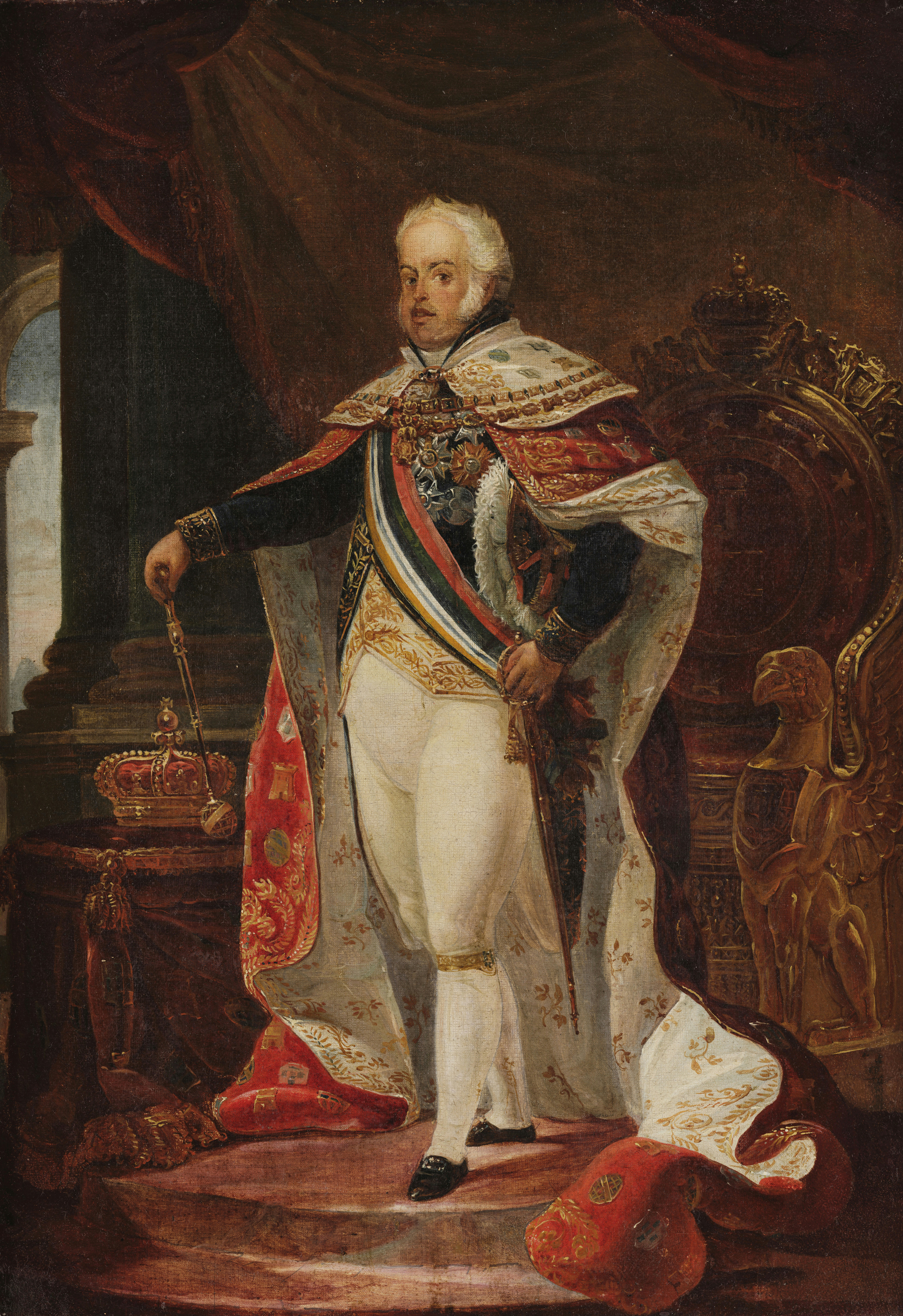
Giovanni VI abbigliato per la sua acclamazione a re, dipinto di Jean-Baptiste Debret.

La madre di Giovanni, la regina Maria, morì il 20 marzo 1816, aprendo la strada al reggente per ascendere al trono. Anche se iniziò a governare come re da quella data, egli non venne immediatamente consacrato monarca, e venne acclamato solo il 6 febbraio 1818, con grande solennità. Nel frattempo erano emerse molte altre questioni politiche: l'ambiziosa regina consorte Carlotta Gioacchina aveva ripreso a cospirare contro gli interessi del Portogallo in Europa e già poco dopo il suo arrivo in Brasile aveva preso contatti con i nazionalisti della regione del Río de la Plata (oggi in Argentina e Uruguay), cercando un modo per governare personalmente un nuovo regno derivato dalle colonie in Sudamerica, deponendo il marito. Ciò nonostante ella era costretta ad apparire in pubblico con il reale consorte ma, sebbene riuscisse a farsi molte simpatie, i suoi piani fallirono tutti. La sua influenza nella politica portò indirettamente alla presa di Montevideo nel 1817 ed all'annessione della provincia Cisplatina nel 1821.

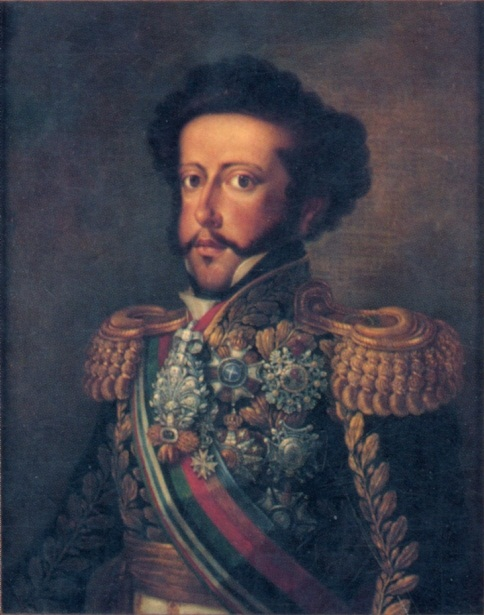
Ritratto ufficiale di Pietro I del Brasile.

Durante il medesimo periodo sorsero problemi anche con l'erede apparente di Giovanni, il futuro Pietro I del Brasile. L'Europa a quel tempo considerava il Brasile distante, arretrato e insicuro, perciò non era semplice trovare dei candidati adatti a ricoprire il ruolo di imperatrice consorte di quel remoto paese. Dopo un anno di ricerche, l'ambasciatore Pedro José Joaquim Vito de Meneses Coutinho, marchese di Marialva, scelse infine un'alleanza con una delle più potenti case reali d'Europa, quella degli Asburgo, già imperatori d'Austria, dopo aver sedotto imperatore e corte viennese con la distribuzione di lingottini d'oro, diamanti e grandi ricchezze alla nobiltà locale. Pietro sposò pertanto l'arciduchessa Maria Leopoldina d'Austria, figlia dell'imperatore Francesco I, nel 1817. L'imperatore ed il suo ministro Metternich considerarono l'alleanza "un patto vantaggioso tra l'Europa e il Nuovo Mondo," rafforzando i regimi monarchici in entrambi gli emisferi del mondo e garantendo all'Austria una nuova sfera d'influenza.

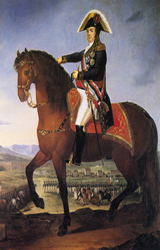
Il feldmaresciallo William Carr Beresford - Coudelaria de Alter, Portogallo

Nel frattempo la situazione in Portogallo continuava a non essere tranquilla; con l'assenza del monarca e la devastazione portata dalla Guerra peninsulare nonché l'esodo enorme di emigranti continuato sino all'espulsione finale della minaccia francese dalla capitale e il protettorato britannico retto dal maresciallo William Carr Beresford, furono tutti fatti che segnarono profondamente la nazione. Da quando Giovanni era asceso al trono, i portoghesi facevano pressione per il suo rientro, iniziando delle ribellioni liberali e formando società segrete con l'obiettivo di convocare le cortes portoghesi che non venivano più convocate dal 1698. Agitazioni simili si ebbero anche in Brasile. Nel 1817 a Recife scoppiò la Rivolta di Pernambuco, un movimento repubblicano che fondò un governo provvisorio a Pernambuco e prese poi piede in altri stati brasiliani, ma che venne ben presto schiacciato con la forza. In Portogallo, il 24 agosto 1820, la Rivoluzione liberale del 1820 scoppiò a Porto e portò alla creazione di una giunta militare di governo che ebbe ripercussioni anche su Lisbona. La giunta si incontrò con il nome di Cortes Costituente Generale Straordinaria (Cortes Gerais Extraordinárias e Constituintes), formando un governo e convocando elezioni per i deputati del parlamento senza il consenso del re Giovanni. Il movimento ottenne supporti anche dall'isola di Madeira, dalle Azzorre oltre che da Grão-Pará e Bahia, in Brasile, portando a delle sommosse militari anche a Rio de Janeiro.

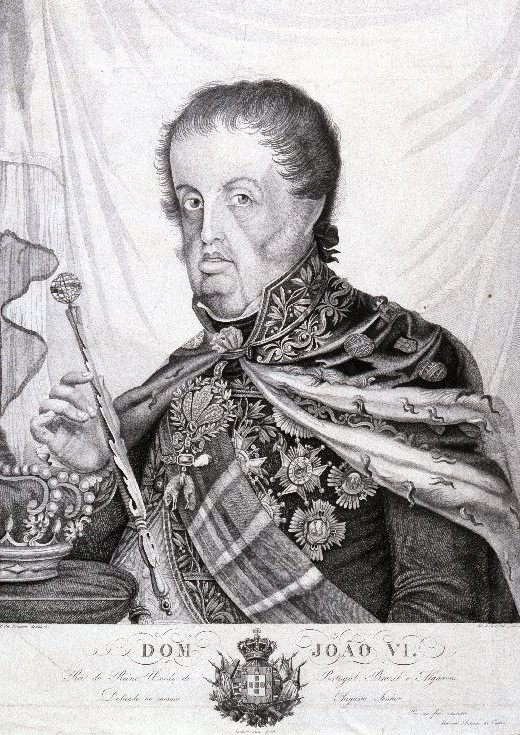
Don Giovanni nel 1825

Il 30 gennaio 1821 le cortes si riunirono a Lisbona e decretarono la formazione di un Consiglio di Reggenza per esercitare il potere in nome di re Giovanni, liberando diversi prigionieri politici e domandando l'immediato rientro in patria del sovrano. Il 20 aprile re Giovanni convocò a Rio un incontro per scegliere i deputati delle cortes, ma il giorno dopo represse le proteste di piazza in maniera violenta. In Brasile l'opinione generale era che il ritorno del re in Portogallo dovesse far tornare il Brasile alla sua posizione originaria nel panorama nazionale. Sotto pressione, Giovanni tentò di inviare il proprio figlio, il principe Pietro, a Lisbona per concedere una costituzione e stabilire le basi di un nuovo governo. Il principe abbracciava idee liberali e si rifiutò di accondiscendere a volere paterno e ben sapeva che la crisi aperta ormai era andata troppo oltre per consentire un ritorno al passato senza cambiamenti. Giovanni nominò Pietro reggente del Brasile in suo nome e partì per Lisbona il 25 aprile di quello stesso anno, dopo tredici anni di permanenza in Brasile.

### Ritorno in Portogallo

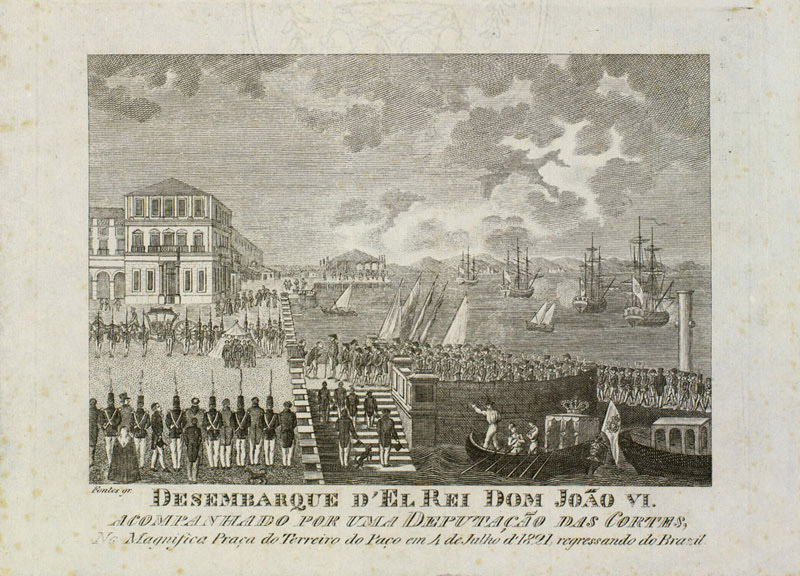
Lo sbarco di re Giovanni a Lisbona

Le navi del re Giovanni e della sua corte giunsero a Lisbona il 3 luglio 1821. Il suo ritorno in patria venne orchestrato in modo che non risultasse che il re era stato costretto a questa scelta, ma che fosse segno di un progetto politico da lui già predisposto. Venne abbozzata una costituzione ed il re dovette giurarvi fedeltà il 1º ottobre 1821, rinunciando a diverse prerogative. La regina Carlotta si rifiutò di seguire in questo il marito, e per questo venne privata dei suoi diritti politici e deposta dal titolo di regina. Nel frattempo il re aveva perso anche il Brasile. Suo figlio Pietro, optando per rimanere in quel paese, aveva guidato una rivolta proclamando l'indipendenza brasiliana il 7 settembre 1822, assumendo il titolo di imperatore. La tradizione vuole che già prima di giungere in Portogallo, Giovanni avesse vaticinato i futuri eventi: "Pietro, il Brasile si separerà dal Portogallo: se questo dovesse accadere, metti la corona sul tuo capo prima che qualche avventuriero allunghi su di essa la sua mano." Secondo le memorie del conte di Palmela, l'indipendenza brasiliana fu frutto di un comune accordo tra il re e il principe dal momento che in ogni evento successivo tra i due non vi furono mai parole di conflitto. Il Portogallo tuttavia non riconobbe in quell'epoca l'ufficiale indipendenza brasiliana.

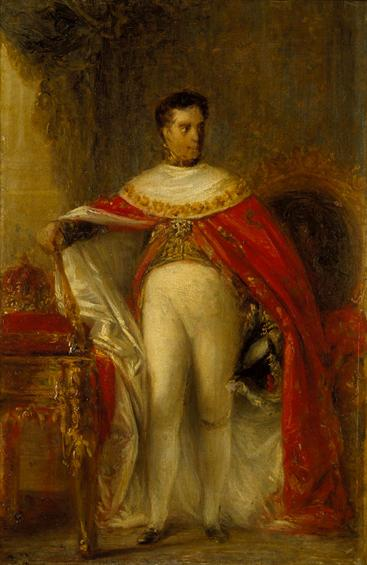
Ritratto di re Giovanni VI; Domingos António de Sequeira, 1821.

La costituzione liberale alla quale il re aveva giurato fedeltà perdurò per alcuni mesi. Non tutti in Portogallo supportavano il liberalismo e sorsero diversi movimenti assolutisti. Il 23 febbraio 1823, a Trás-os-Montes, Francisco Silveira, conte di Amarante proclamò una monarchia assoluta; questo non ebbe immediatamente effetto, ma provocò delle agitazioni sul territorio. Il 27 maggio l'infante Michele, istigato dalla madre Carlotta, guidò una nuova rivolta conosciuta con il nome di Vilafrancada, con l'intento di restaurare l'assolutismo. Giovanni cambiò le proprie carte e supportò suo figlio per evitare la propria deposizione e apparve in pubblico con i figli in uniforme della Guardia Nazionale, un corpo militare che era stato soppresso dai liberali, ricevendo il plauso della milizia. Il re personalmente si recò a Vila Franca per gestire al meglio le rivolte, tornando a Lisbona in trionfo. Il clima politico era incerto e persino i più strenui difensori del liberalismo erano al suo fianco. Prima della loro dissoluzione, le cortes protestarono contro qualsiasi cambiamento alla costituzione, ma il regime assolutista venne ripristinato, così come i diritti della regina consorte, e il re venne acclamato per la seconda volta il 5 giugno 1823. Giovanni represse le dimostrazioni contrarie alla restaurazione, deportando molti liberali ed arrestandone altri, ordinando inoltre la restaurazione del sistema giudiziario e delle istituzioni in linea con la propria visione politica delle cose assieme a una nuova carta per rimpiazzare la costituzione.

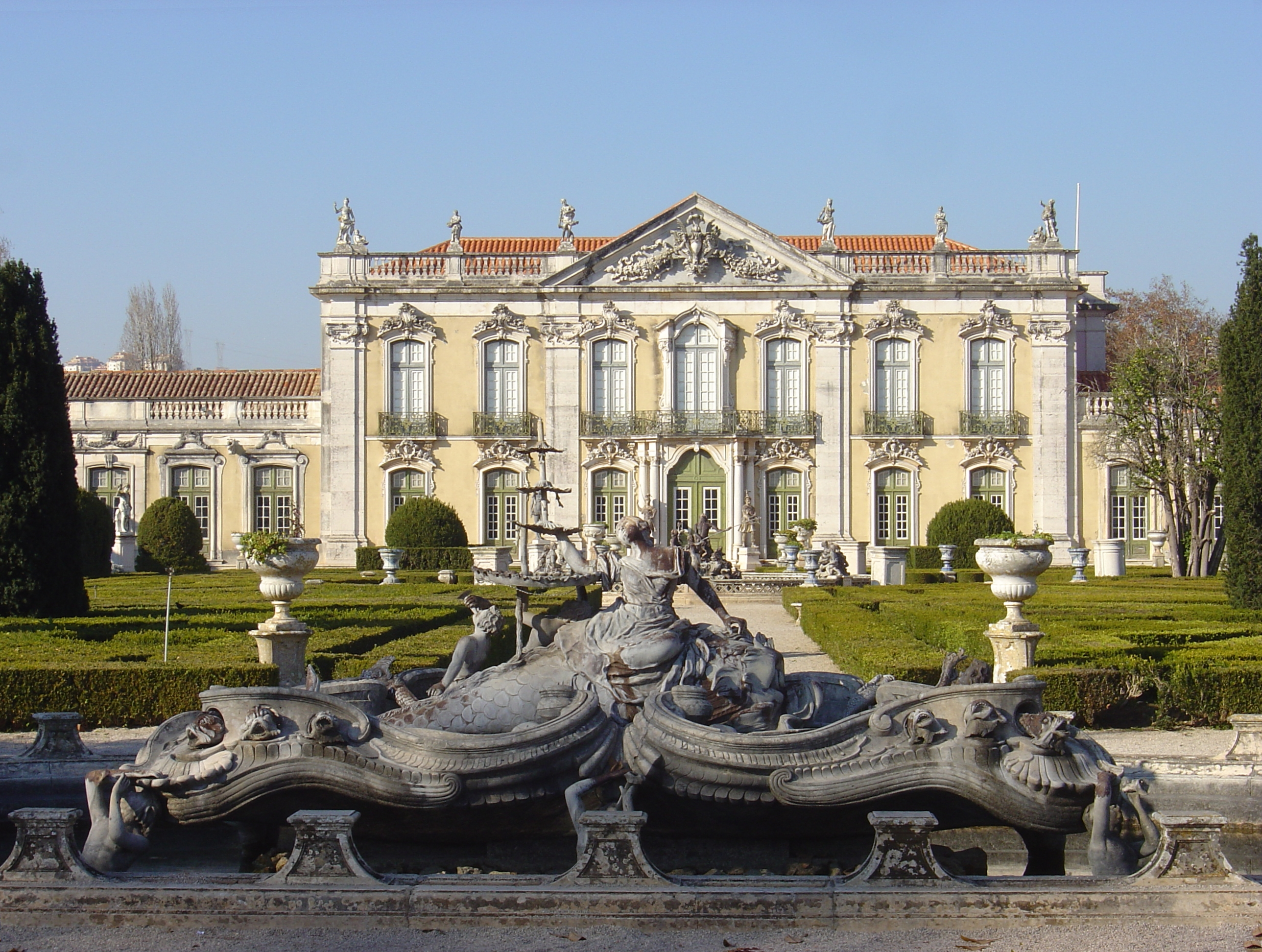
Queluz (Sintra, Portogallo): il Palazzo Nazionale di Queluz

L'alleanza con l'infante Michele non portò però frutti. Influenzato come sempre dalla madre, Michele aveva guidato la Rivolta di aprile (o Abrilada) dalla guarnigione militare di Lisbona il 29 aprile 1824. La rivolta aveva il pretesto di voler schiacciare i massoni e difendere il re dai loro intrighi, ma Giovanni venne in realtà posto in custodia la Palazzo di Bemposta e molti nemici politici di Michele vennero imprigionati altrove. L'intento dell'infante era quello di forzare suo padre ad abdicare. Allertato dalla situazione, il corpo diplomatico tentò di entrare nel Palazzo di Bemposta e il re venne rilasciato dopo molte pressioni. Il 9 maggio successivo, su consiglio di un ambasciatore amico, Giovanni prese il pretesto di viaggiare a Caxias ma di fatto cercò rifugio presso la flotta britannica ancorata al porto. Dal ponte della nave Windsor Castle egli diede contro al suo stesso figlio, lo depose dal comando dell'esercito e gli ordinò di rilasciare tutti i prigionieri politici che aveva fatto arrestare. Michele venne esiliato. Con la sconfitta della ribellione, liberali ed assolutisti scesero in piazza per celebrare il nuovo governo legittimista. Il 14 maggio, il re tornò a Bemposta, ricostituendo il consiglio dei ministri e mostrando generosità a quanti si erano ribellati. Ciò, nonostante tutto, non dissuase la regina da ulteriori cospirazioni: la polizia scoprì un'altra ribellione pianificata per il 26 ottobre di quell'anno e su tale base Giovanni pose sua moglie agli arresti presso il Palazzo Nazionale di Queluz.

### Ultimi anni e morte

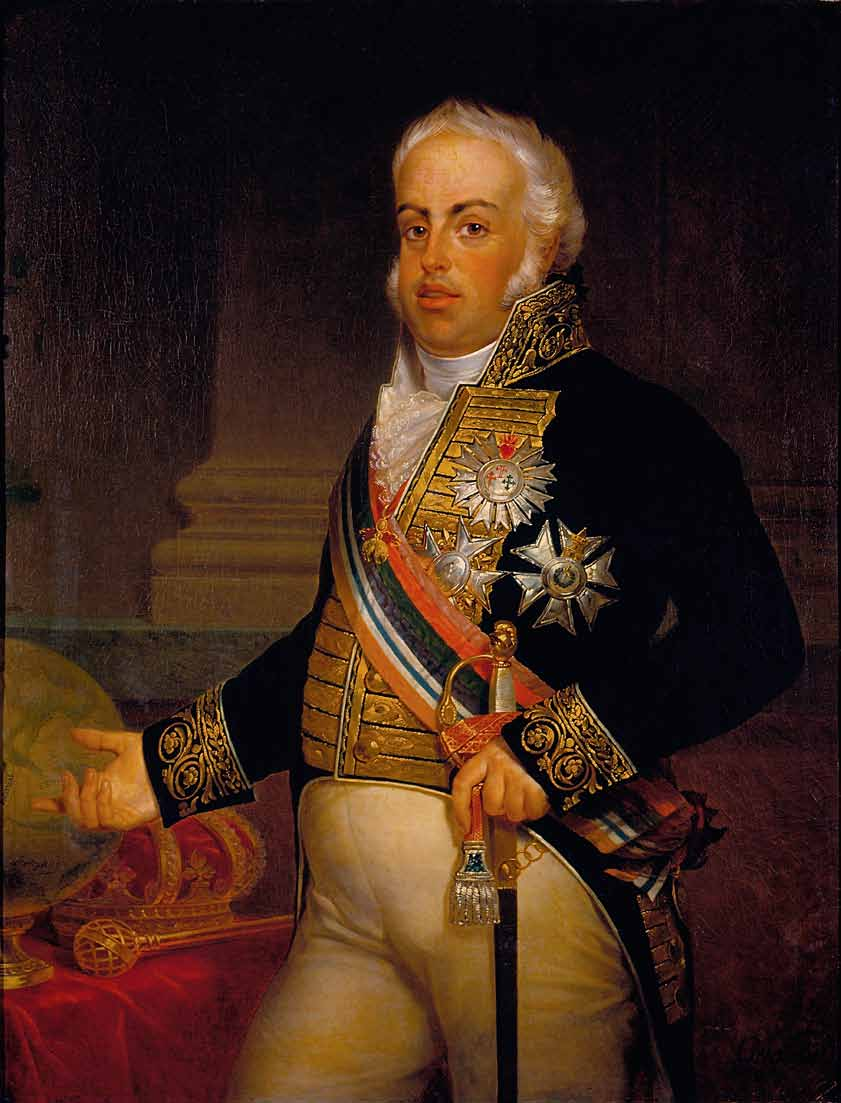
Ritratto di re Giovanni VI del Portogallo; Albertus Jacob Frans Gregorius, 1825.

Alla fine del suo regno il re Giovanni ordinò la creazione del libero porto di Lisbona, ma questa misura non venne portata avanti. Inoltre portò avanti indagini private sulla sospetta morte dell'amico marchese di Loulé, ma senza riuscire a scoprire la verità. Il 5 giugno 1824 garantì l'amnistia a quanti erano stati coinvolti nella rivolta di Porto, ad eccezione di nove ufficiali che vennero esiliati. In quello stesso giorno tornò in auge la vecchia costituzione del regno e le cortes dovettero preparare un nuovo testo da presentare, pur non senza alcuni ostacoli dovuti anche ai sostenitori della Spagna e della regina consorte.

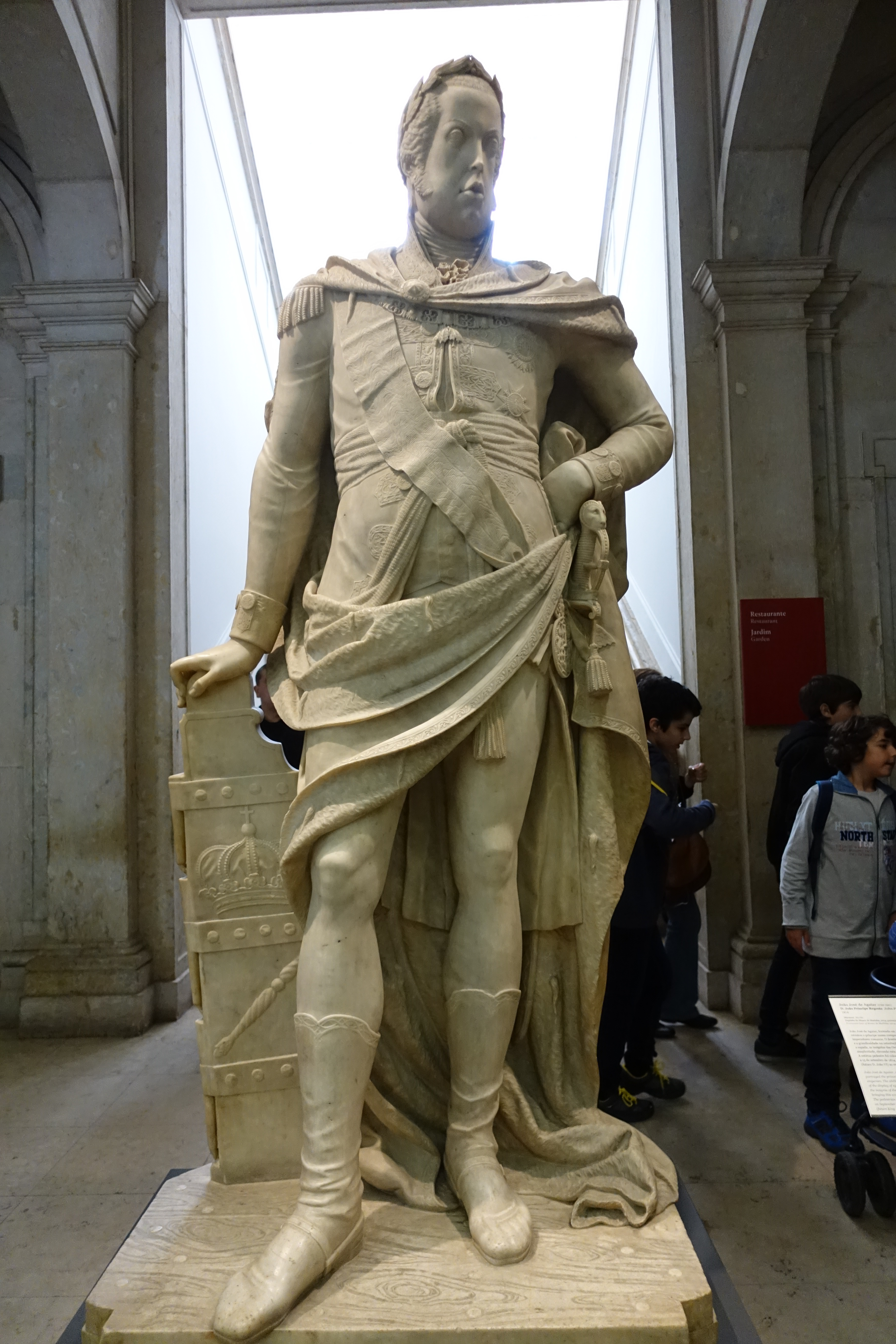
Una statua di Don Giovanni VI di João José de Aguiar

Il problema più grande del Portogallo a quel tempo era legato all'indipendenza del Brasile che costituiva una delle principali fonti di ricchezza nazionale. La perdita del Brasile ebbe un impatto fortemente negativo sull'economia portoghese. Venne persino considerato l'invio di una spedizione militare per riconquistare l'ex colonia, ma l'idea venne presto abbandonata. I difficili negoziati e le consultazioni, sotto mediazione inglese, portarono infine al riconoscimento ufficiale dell'indipendenza del Brasile il 29 agosto 1825. Il re colse l'occasione per liberare benevolmente tutti i prigionieri brasiliani ed autorizzò il commercio tra le due nazioni. Venne inoltre stabilito che Pietro avrebbe governato il Brasile come sovrano con il titolo di imperatore, mentre a Giovanni sarebbe spettato quello di imperatore titolare del Brasile; da quel momento in poi il sovrano portoghese firmò i suoi atti come "Sua Maestà l'imperatore e re don Giovanni VI" (Sua Majestade o Imperador e Rei Dom João VI). Nel patto non si faceva accenno alla successione delle due corone, ma Pietro, continuando a rivestire anche il ruolo di principe ereditario di Portogallo ed Algarve, implicitamente rimaneva anche l'erede del trono portoghese.

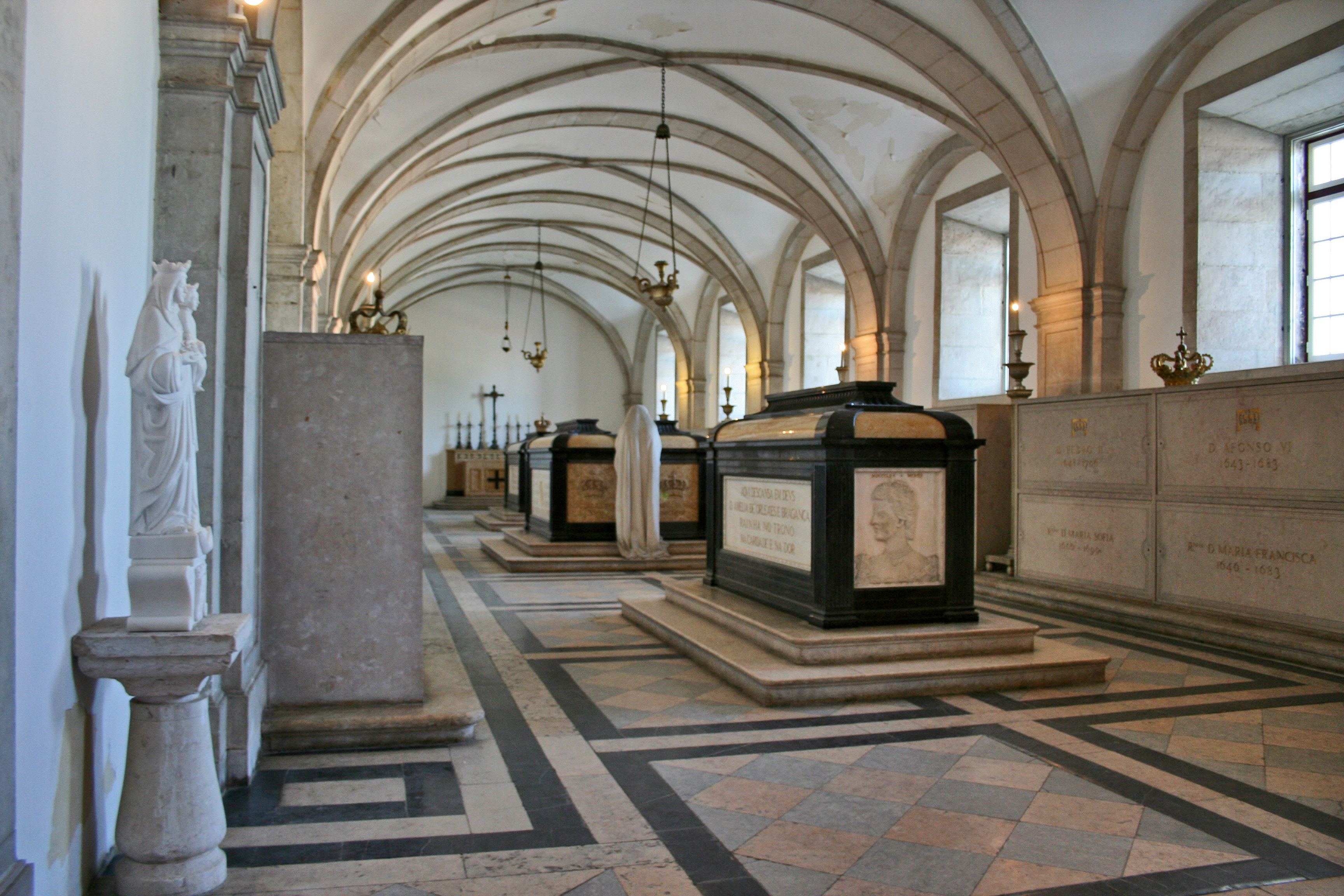
Il Pantheon dei Braganza nel Monastero di São Vicente de Fora.

Il 4 marzo 1826 Giovanni fece ritorno al monastero dei gerolamini dove aveva pranzato e si ritirò al Palazzo di Bemposta sentendosi spossato. Per diversi giorni venne flagellato da sintomi di vomito e convulsioni. Parve sentirsi meglio e volle per prudenza designare sua figlia, l'infanta Isabella Maria, come reggente. La notte del 9 marzo la situazione peggiorò e il re morì alle 5:00 del giorno 10. L'infanta immediatamente assunse il governo del Portogallo e Pietro venne riconosciuto come legittimo erede con il nome di Pietro IV del Portogallo. I dottori non poterono definire correttamente le cause di morte del sovrano, ma si sospettò che fosse stato avvelenato. Il suo corpo venne imbalsamato e sepolto nel mausoleo dei re del Portogallo nel Monastero di São Vicente de Fora. Negli anni '90 del XX secolo un gruppo di investigatori riesumò il vaso che conteneva il cuore del sovrano: una parte di esso venne reidratato e vennero trovate tracce di arsenico sufficienti a uccidere due persone, confermando i sospetti di assassinio per avvelenamento.

## Vita privata

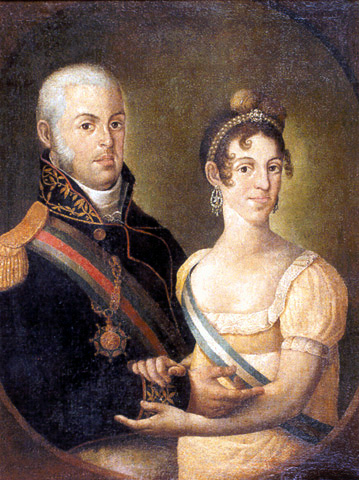
Ritratto di Giovanni VI e della regina Carlotta; Manuel Dias de Oliveira, 1815.

Da giovane Giovanni appariva come una figura riservata, pesantemente influenzata dal clero, vivendo attorniato da sacerdoti e partecipando quotidianamente alla messa. Oliveira Lima afferma che piuttosto che essere un riflesso della pietà personale, egli era meramente un riflesso della cultura portoghese del tempo, e che il re...
Apprezzava particolarmente la musica sacra ed era un grande conoscitore di opere d'arte, ma detestava l'attività fisica. Pare che periodicamente soffrisse di crisi di depressione. Era avverso al cambio delle abitudini come degli abiti: era in grado di indossare lo stesso cappotto sino a quando questo non si logorava, costringendo i suoi ciambellani a toglierglielo dal corpo mentre lui dormiva. Soffriva di attacchi di panico al solo sentire dei tuoni, rimanendo in silenzio nelle sue stanze al buio, con le finestre sbarrate e rifiutandosi di ricevere alcuna persona.
Il matrimonio di Giovanni non fu mai felice. Si disse che a 25 anni si fosse invaghito di Eugênia José de Menezes, moglie del suo chaperone. Ella rimase incinta, e Giovanni venne sospettato di esserne il padre. Il caso non scoppiò mai e la giovane donna venne inviata in Spagna per mettere al mondo il figlio, che poi si rivelò essere una femmina, il cui nome rimane ad oggi sconosciuto. La madre visse il resto della sua vita in un convento e Giovanni la supportò economicamente. Gli storici Tobias Monteiro e Patrick Wilcken hanno indicato inoltre come Giovanni potrebbe aver avuto anche relazioni omosessuali come risultato del suo disastroso matrimonio, nel quale perlopiù visse appartato rispetto alla moglie, incontrandola solo in occasioni cerimoniali. Il suo partner in questa relazione potrebbe essere stato il suo servitore favorito, Francisco de Sousa Lobato, il quale, secondo alcuni storici, era solito masturbare regolarmente il suo padrone. Anche se questi fatti potrebbero essere solo supposizioni date da pettegolezzi dell'epoca, fatto certo è che un sacerdote di nome Miguel che si disse fosse capitato per caso sulla scena sia stato deportato d'urgenza in Angola, ma di questo non si hanno testimonianze scritte sopravvissute sino a noi. A parte tutto, Rufino de Sousa ricevette moltissimi onori, accumulando una serie di cariche da consigliere privato del re a segretario della Casa do Infantado, sino a segretario del bureau della Conoscenza e degli Ordini (Mesa de Consciência e Ordens) e governatore della fortezza di Santa Cruz, ricevendo anche il titolo di barone e poi Visconte di Vila Nova da Rainha.
Durante le sue visite a Rio il re mantenne dei costumi semplici e, in contrasto al suo relativo isolamento in Portogallo, Giovanni si interessò sempre più alla natura e frequentemente si spostava tra il Paço de São Cristóvão e il palazzo vicereale in città, passando il tempo anche sull'Isola di Paquetá, sull'Isola del Governatore, a Praia Grande (spiaggia a Niterói) e nella casa di Santa Cruz. Si recava a caccia ed era solito dormire in una semplice tenda piantata sotto una pianta. Era un amante della campagna, a dispetto delle paludi e le zanzare che le infestavano.

## Eredità

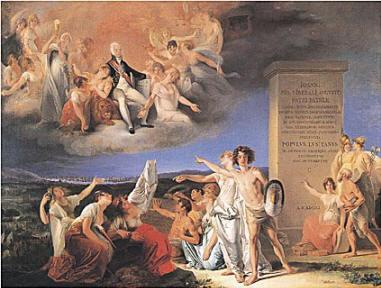
Allegoria delle virtù di re Giovanni VI; Domingos António Sequeira, 1800.

Nel corso degli anni che trascorse in Brasile, Giovanni ordinò la creazione di una serie di istituzioni, progetti e servizi che portarono al paese grandiosi benefici di tipo economico, amministrativo, giudiziario, scientifico, culturale ed artistico, anche se non tutti ebbero buon esito come osservò Hipólito José da Costa. Tra essi fu responsabile della fondazione dell'Imprensa Régia (la prima casa di pubblicazioni), il Giardino botanico di Rio de Janeiro l'Arsenal de Marinha, la Fábrica de Pólvora (fabbrica di polvere da sparo), il dipartimento dei vigili del fuoco di Rio, la marina mercantile brasiliana e l'ospedale di carità noto con il nome di Casa dos Expostos. Dispose per Rio anche diversi piani educativi oltre che a Pernambuco, Bahia ed in altri luoghi, facendo insegnare nelle scuole teologia dogmatica e morale, calcolo integrale, meccanica, idrodinamica, chimica, aritmetica, geometria, francese, inglese, botanica e agricoltura. Promosse la fondazione di diverse società ed accademie per studi scientifici, letterari ed artistici, come ad esempio la Junta Vacínica (per la somministrazione del vaccino contro il vaiolo, la Società Reale Bahiense degli Uomini di Lettere, l'Istituto Accademico di Scienze e Belle Arti, l'Accademia Fluminense di Scienze ed Arti, l'Escola Anatômica, Cirúrgica e Médica do Rio de Janeiro, l'Accademia Reale di Artiglieria, Fortificazione e Disegno, l'Academia dos Guardas-Marinhas, l'Academia Militar, la Biblioteca Nazionale del Brasile, Il Museo Reale (oggi Museo Nazionale del Brasile), il Teatro Reale di São João (oggi Teatro João Caetano), oltre a patrocinare musicisti e solisti nella Cappella Reale di Rio de Janeiro, tra i quali spiccò padre José Maurício Nunes Garcia, il principale compositore brasiliano di quel tempo, supportando anche la Missione artistica francese, che portò alla fondazione dell'Escola Real de Ciências, Artes e Ofícios, diretto predecessore dell'attuale Escola Nacional de Belas Artes dell'Università Federale di Rio de Janeiro, di fondamentale importanza per il rinnovamento dell'insegnamento della produzione artistica in Brasile.
Le politiche di Giovanni portarono anche ad alcuni cambiamenti economici, iniziando con l'apertura dei porti e l'abolizione del monopolio commerciale portoghese, con grande beneficio del Regno Unito. D'altro canto, i commercianti con base in Brasile dovettero fronteggiare una forte competizione straniera, sebbene incoraggiasse personalmente la creazione di nuove manifatture in loco e attività precedentemente bandite, di scarso successo o del tutto inesistenti in Brasile. Nel contempo creò un corpo amministrativo importante con la presenza di un Ministero della Guerra, del Ministero degli Esteri e del Ministero della Marina, oltre al Consiglio di Stato e delle Finanze, del Supremo Consiglio Militare, dell'Archivio Militare, del Bureau di Giustizia e di Coscienza e degli Ordini, la Casa de Suplicação (Suprema Corte di Giustizia), l'Intendenza generale di Polizia, la prima Banca del Brasile il Consiglio Reale del Commercio, dell'Agricoltura, delle Fabbriche e della Navigazione, e l'Amministrazione Generale delle Poste, portando anche i brasiliani stessi nel corpo amministrativo, il che aiutò a diminuire le tensioni tra nativi e portoghesi. Incoraggiò inoltre la produzione agricola, in particolare di cotone, riso e canna da zucchero, aprendo strade ed incoraggiando lo sviluppo delle vie d'acqua interne, stimolando il movimento della popolazione, dei beni e dei prodotti tra le regioni.

### Controversie

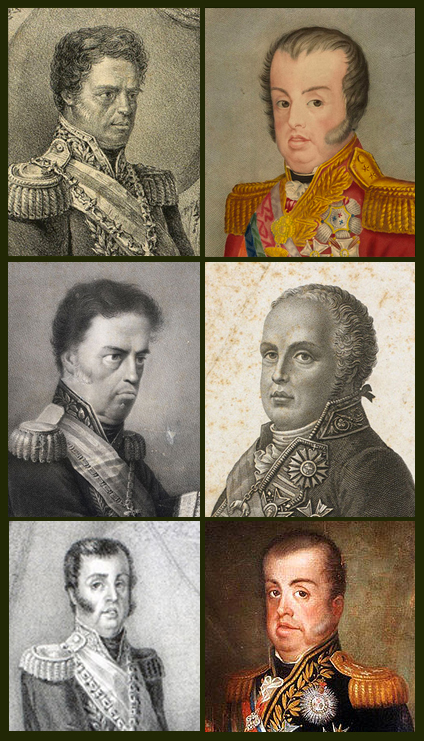
Giovanni VI ritratto da differenti artisti.

Secondo Pedreira e Costa, pochi monarchi portoghesi ebbero una così gran parte nell'immaginazione popolare come Giovanni VI. La sua immagine è delle più varie, "ma raramente per buone ragioni. ... Non è strano che le tribulazioni del suo matrimonio e la vita di famiglia ed i riferimenti alla sua persona ed ai suoi costumi, invitino a una facile caricatura ed alla circolazione di notizie false se non comiche." Il re viene popolarmente mostrato come indolente, stupido e goffo, soggiogato da una moglie perfida, un ghiottone disgustoso che spesso aveva cosce di pollo nelle sue tasche per mangiarle poi quando aveva tempo con le mani, una versione tipicamente esemplificata nel film brasiliano Carlota Joaquina – Princesa do Brasil (1995), una parodia mista di criticismo sociale. L'opera ebbe moltissime critiche come quella di Ronaldo Vainfas, "è una storia piena di errori di tutti i tipi, rappresentazioni errate, imprecisioni, invenzioni"; per lo storico Luiz Carlos Villalta, "è consuetudine attaccare la conoscenza storica", in contrasto a quanto affermato dal regista Carla Camurati che si era prefissata l'intento "di produrre una narrativa che avesse funzioni pedagogiche ed allo stesso tempo che offrisse una visione di conoscenza del passato che avrebbe potuto aiutare le persone a pensare al presente. Essa non fornisce nuove visioni storiche, anche se il tutto viene trattato sotto forma di racconto: esso, in realtà, rafforza l'idea che gli spettatori possano non essere a conoscenza dei fatti trattati...".
Diverse rappresentazioni in quadri di Giovanni lo mostrano sovrappeso, di aspetto cadente ma con un carattere elegante. Sui ritratti storici, la ricercatrice Ismênia de Lima Martins commenta: "Se vi è concordanza tra tutti gli autori che portarono testimonianze di quanti conobbero da vicino il re per la sua gentilezza e affidabilità, tutto il resto è controverso. Mentre alcuni sottolinearono il suo incoraggiamento come uomo di stato, altri lo considerarono un vaccaro e completamente impreparato a governare. In ogni caso, Giovanni VI lasciò il suo segno indelebile nella storia luso-brasiliana, un fatto che si ripercuote anche sul presente, attraverso una storiografia che insiste nel giudicare il re, nonostante le trasformazioni continue che la disciplina ha sperimnentato nel corso del XX secolo".
Nel governo, Giovanni ebbe sempre dipendenza da forti aiuti esterni. I più importanti tra questi erano indubbiamente Rodrigo de Sousa Coutinho, I conte di Linhares, António de Araújo e Azevedo, I conte di Barca e Tomás Antônio de Vila Nova Portugal, che possono essere considerati i mentori di molte delle più importanti conquiste di Giovanni VI, ma secondo John Luccock, un valido osservatore dell'epoca, "Il principe reggente era stato più volte accusato di apatia; a me pareva che egli avesse più sensibilità ed energia di carattere di quelle che generalmente gli venivano attribuito da amici e avversari. Si era trovato più volte in circostanze nuove che lo misero a dura prova e si era comportato con pazienza; se incitato agiva con vigore e prontezza". Come monarca era anche gentile e attento alle esigenze. Oliveira Lima, con la sua opera Dom João VI no Brasil (1908), fu una delle principali figure per la riabilitazione della memoria di Giovanni VI. Egli ricercò tutti i possibili documenti dell'epoca senza trovarvi descrizioni sfavorevoli del re da parte dei brasiliani o degli ambasciatori o da altri diplomatici accreditati a corte. Al contrario, trovò molti racconti che lo dipingevano con tinte positive, come per esempio le testimonianze lasciateci dal console britannico Henderson e dal ministro statunitense Sumter, che "preferivano di gran lunga rivolgersi direttamente al re, sempre disposto a fare giustizia, piuttosto che conferire con i suoi ministri...". I documenti diplomatici inoltre confermano le sue visioni politiche che miravano a dare al Brasile l'importanza che hanno oggi gli Stati Uniti nelle Americhe, adottando un discorso simile alla dottrina del Manifest Destiny statunitense. Fece valere la propria autorità senza violenza, più in modo persuasivo che affabile; la sua condotta negli affari internazionali, anche se talvolta senza successo e con manie imperialiste, venne giudicata armoniosa e protesa a favorire il Brasile come colonia.

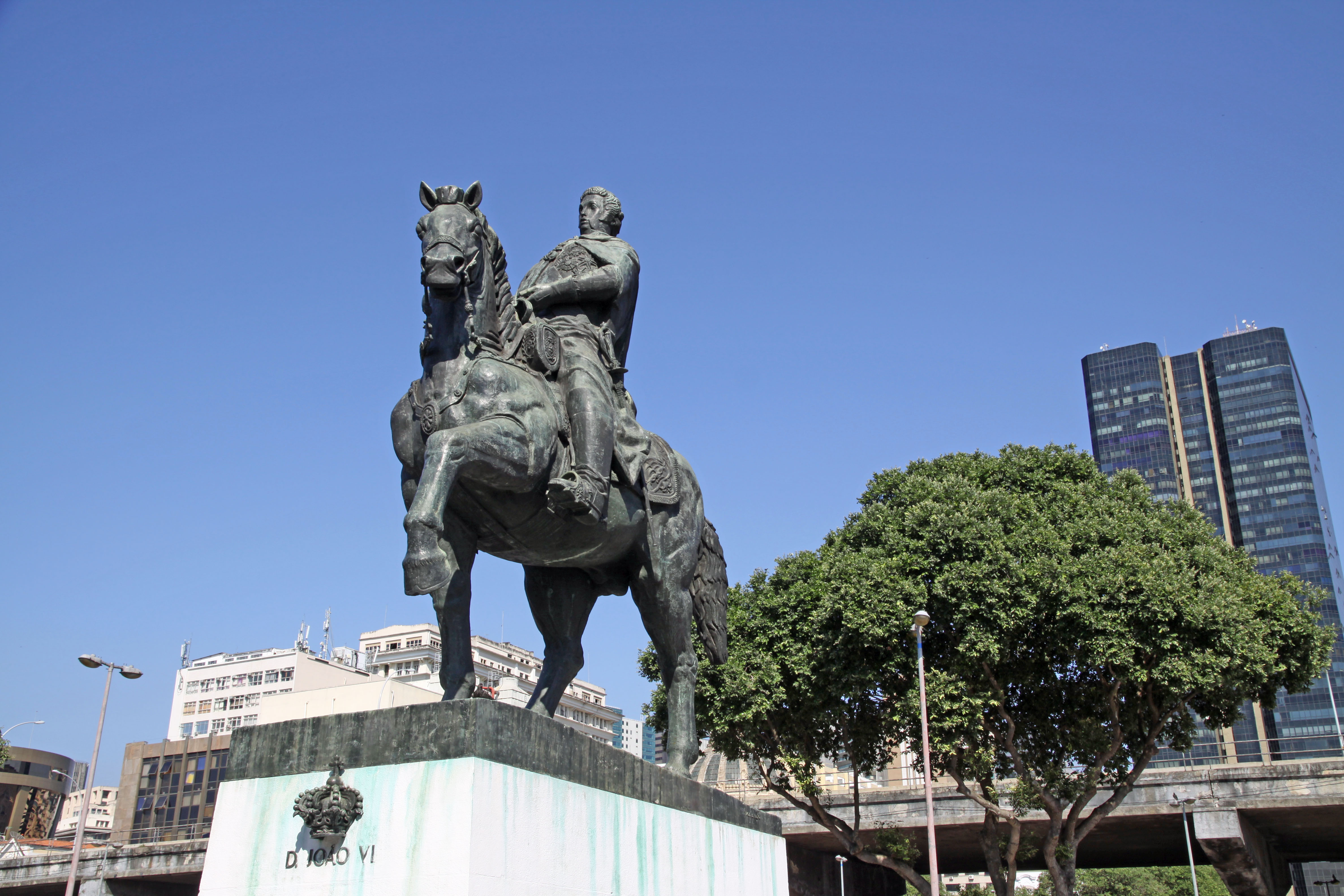
Statua di Giovanni VI a Rio de Janeiro.

Il generale francese Jean-Andoche Junot lo descrisse come "un uomo debole, sospettoso di chiunque e di qualunque cosa, geloso della sua autorità ma incapace di farla rispettare. È dominato dai sacerdoti e agisce solo sotto la durezza del terrore", e molti storici brasiliani come Pandiá Calógeras, Tobias Monteiro e Luiz Norton lo rappresentano in tal guisa. Tra i portoghesi, storici come Oliveira Martins e Raul Brandão, lo rappresentarono come una figura grottesca sino all'insurrezione conservatrice del 1826, quando egli iniziò a trovare i primi difensori come Fortunato de Almeida, Alfredo Pimenta e Valentim Alexandre. È certo che molti si dichiararono insoddisfatti di lui per l'aumento delle tasse aggravate dalla presenza di debiti, moltiplicando inoltre i titoli ed i privilegi ereditari, provocando l'aumento della corruzione amministrativa e dei dissensi interni, e che lasciò il Brasile in bancarotta svuotando il tesoro nazionale proprio in previsione del suo ritorno in Portogallo.
Qualunque sia stato il vero carattere del re l'importanza del suo regno ha indubbiamente segnato lo sviluppo del moderno Brasile. Gilberto Freyre afferma che "Giovanni VI fu una di quelle personalità che ebbero la maggiore influenza nella formazione della nazione... egli era il mediatore ideale... tra la tradizione - che lui stesso incarnava - e l'innovazione - che volle e promosse grandemente - durante un periodo decisivo per il futuro brasiliano". Come sostiene Laurentino Gomes, "nessun altro periodo della storia brasiliana può testimoniare così tanti cambiamenti rapidi e decisivi come i tredici anni di permanenza della corte portoghese a Rio de Janeiro". Studiosi come Oliveira Lima, Maria Odila da Silva Dias, Roderick Barman ed il già menzionato Laurentino ritennero ovvi oche l'arrivo di Giovanni in America fosse dettato anche dalla volontà di creare un governo centrale in Brasile, pur conservando importanti differenze regionali per non frammentarsi come nel caso delle colonie spagnole circostanti. Questa opinione venne portata avanti anche dall'ammiraglio britannico William Sidney Smith, comandante dello squadrone che scortò le navi portoghesi nel loro viaggio verso il Brasile.
Recenti biografie hanno cercato di separare il fatto dalla leggenda e contrastare il folclore del ridicolo che si è formato attorno al re Giovanni e alla mancanza di documenti alla base. Lúcia Bastos sottolinea come anche oggi dobbiamo essere attenti nel mettere etichette ai contesti storici, come nel caso della questione della corruzione, notando che anche all'epoca vi erano costi enormi e abusi, e comunque non permaneva una chiara distinzione tra il conto statale e quello privato del monarca, dal momento che secondo la logica dell'Ancien Régime "il re era il proprietario dello stato... di cui la distribuzione delle spogliazioni era parte costituente: il re è il dispensatore di giustizia e ricchezze". Nelle parole di Leandro Loyola "dalla nuova ricerca emerge un regnante che aveva dei limiti, ma che incontrò una situazione avversa e vi sopravvisse, nonostante il governo di un paese piccolo, povero e decadente come era il Portogallo all'inizio del XIX secolo". Prima di morire a Sant'Elena, il più potente dei suoi nemici, Napoleone, disse di lui: "È l'unico che mi ha burlato." Il marchese di Caravelas, lo omaggiò al senato brasiliano il giorno della sua morte dicendo: "Tutti noi qui abbiamo molte ragioni per elogiare la memoria di re Giovanni VI e tutti dobbiamo essergli grati per i benefici che ci ha concesso: ha elevato il Brasile a regno, ci ha provvisto di tutto, ci ha trattati sempre con grande affetto, e tutti i brasiliani gli sono obbligati."

## Nella cultura di massa
- Nel film Carlota Joaquina, Princesa do Brazil di Carla Camurati, Giovanni è interpretato dall'attore Marco Nanini.
- L'attore Léo Jaime, molto somigliante al re, l'ha impersonato nella telenovela Novo Mundo e nello spettacolo teatrale Era no Tempo do Rei.

## Discendenza
Giovanni e Carlotta Gioacchina di Borbone-Spagna ebbero nove figli:
- Maria Teresa, Principessa di Beira (1793-1874), sposò dapprima l'Infante spagnolo Pietro Carlo di Borbone-Spagna (avendone un figlio, Sebastiano di Borbone-Spagna) e poi Don Carlo, pretendente carlista di Spagna, vedovo della sorella minore;
- Francesco Antonio, Principe di Beira (1795-1801);
- Maria Isabella (1797-1818) sposò Ferdinando VII di Spagna, suo zio;
- Pietro IV del Portogallo (1798-1834), principe di Beira, poi duca di Braganza e principe del Brasile, divenne re del Portogallo e imperatore del Brasile;
- Maria Francesca (1800-1834) sposò l'Infante Don Carlo di Spagna, suo zio;
- Isabella Maria (1801-1876), Reggente di Portogallo nel 1826;
- Michele I re di Portogallo (1802-1866);
- Maria Assunta (1805-1834);
- Anna del Gesù (1806-1857) sposò nel 1827 Josè Barreto, duca di Loulé.

## Ascendenza
|                                     |                           |                                    | Genitori                            |  |  | Nonni |  |  | Bisnonni                 |  |  | Trisnonni                  |  |
|                                     |                           |                                    |                                     |  |  |       |  |  | Pietro II del Portogallo |  |  | Giovanni IV del Portogallo |  |
|                                     |                           |                                    |                                     |  |  |       |  |  | Pietro II del Portogallo |  |  | Giovanni IV del Portogallo |  |
|                                     |                           | Luisa di Guzmán                    |                                     |  |  |       |  |  | Pietro II del Portogallo |  |  |                            |  |
| Giovanni V del Portogallo           |                           |                                    |                                     |  |  |       |  |  | Pietro II del Portogallo |  |  |                            |  |
|                                     |                           | Maria Sofia del Palatinato-Neuburg | Filippo Guglielmo del Palatinato    |  |  |       |  |  |                          |  |  |                            |  |
|                                     |                           | Maria Sofia del Palatinato-Neuburg | Filippo Guglielmo del Palatinato    |  |  |       |  |  |                          |  |  |                            |  |
|                                     |                           | Maria Sofia del Palatinato-Neuburg | Elisabetta Amalia d'Assia-Darmstadt |  |  |       |  |  |                          |  |  |                            |  |
| Pietro III del Portogallo           |                           | Maria Sofia del Palatinato-Neuburg |                                     |  |  |       |  |  |                          |  |  |                            |  |
|                                     |                           | Leopoldo I d'Asburgo               | Ferdinando III d'Asburgo            |  |  |       |  |  |                          |  |  |                            |  |
|                                     |                           | Leopoldo I d'Asburgo               | Ferdinando III d'Asburgo            |  |  |       |  |  |                          |  |  |                            |  |
|                                     |                           | Leopoldo I d'Asburgo               | Maria Anna d'Asburgo                |  |  |       |  |  |                          |  |  |                            |  |
| Maria Anna d'Asburgo                |                           | Leopoldo I d'Asburgo               |                                     |  |  |       |  |  |                          |  |  |                            |  |
|                                     |                           | Eleonora del Palatinato-Neuburg    | Filippo Guglielmo del Palatinato    |  |  |       |  |  |                          |  |  |                            |  |
|                                     |                           | Eleonora del Palatinato-Neuburg    | Filippo Guglielmo del Palatinato    |  |  |       |  |  |                          |  |  |                            |  |
|                                     |                           | Eleonora del Palatinato-Neuburg    | Elisabetta Amalia d'Assia-Darmstadt |  |  |       |  |  |                          |  |  |                            |  |
| Giovanni VI del Portogallo          |                           | Eleonora del Palatinato-Neuburg    |                                     |  |  |       |  |  |                          |  |  |                            |  |
|                                     | Giovanni V del Portogallo | Pietro II del Portogallo           |                                     |  |  |       |  |  |                          |  |  |                            |  |
|                                     | Giovanni V del Portogallo | Pietro II del Portogallo           |                                     |  |  |       |  |  |                          |  |  |                            |  |
|                                     | Giovanni V del Portogallo | Maria Sofia del Palatinato-Neuburg |                                     |  |  |       |  |  |                          |  |  |                            |  |
| Giuseppe I del Portogallo           | Giovanni V del Portogallo |                                    |                                     |  |  |       |  |  |                          |  |  |                            |  |
|                                     |                           | Maria Anna d'Asburgo               | Leopoldo I d'Asburgo                |  |  |       |  |  |                          |  |  |                            |  |
|                                     |                           | Maria Anna d'Asburgo               | Leopoldo I d'Asburgo                |  |  |       |  |  |                          |  |  |                            |  |
|                                     |                           | Maria Anna d'Asburgo               | Eleonora del Palatinato-Neuburg     |  |  |       |  |  |                          |  |  |                            |  |
| Maria I del Portogallo              |                           | Maria Anna d'Asburgo               |                                     |  |  |       |  |  |                          |  |  |                            |  |
|                                     |                           | Filippo V di Spagna                | Luigi, il Gran Delfino              |  |  |       |  |  |                          |  |  |                            |  |
|                                     |                           | Filippo V di Spagna                | Luigi, il Gran Delfino              |  |  |       |  |  |                          |  |  |                            |  |
|                                     |                           | Filippo V di Spagna                | Maria Anna Vittoria di Baviera      |  |  |       |  |  |                          |  |  |                            |  |
| Marianna Vittoria di Borbone-Spagna |                           | Filippo V di Spagna                |                                     |  |  |       |  |  |                          |  |  |                            |  |
|                                     |                           | Elisabetta Farnese                 | Odoardo II Farnese                  |  |  |       |  |  |                          |  |  |                            |  |
|                                     |                           | Elisabetta Farnese                 | Odoardo II Farnese                  |  |  |       |  |  |                          |  |  |                            |  |
|                                     |                           | Elisabetta Farnese                 | Dorotea Sofia di Neuburg            |  |  |       |  |  |                          |  |  |                            |  |
|                                     |                           | Elisabetta Farnese                 |                                     |  |  |       |  |  |                          |  |  |                            |  |